# Bergisches Land

Bergisches Land in Deutschland

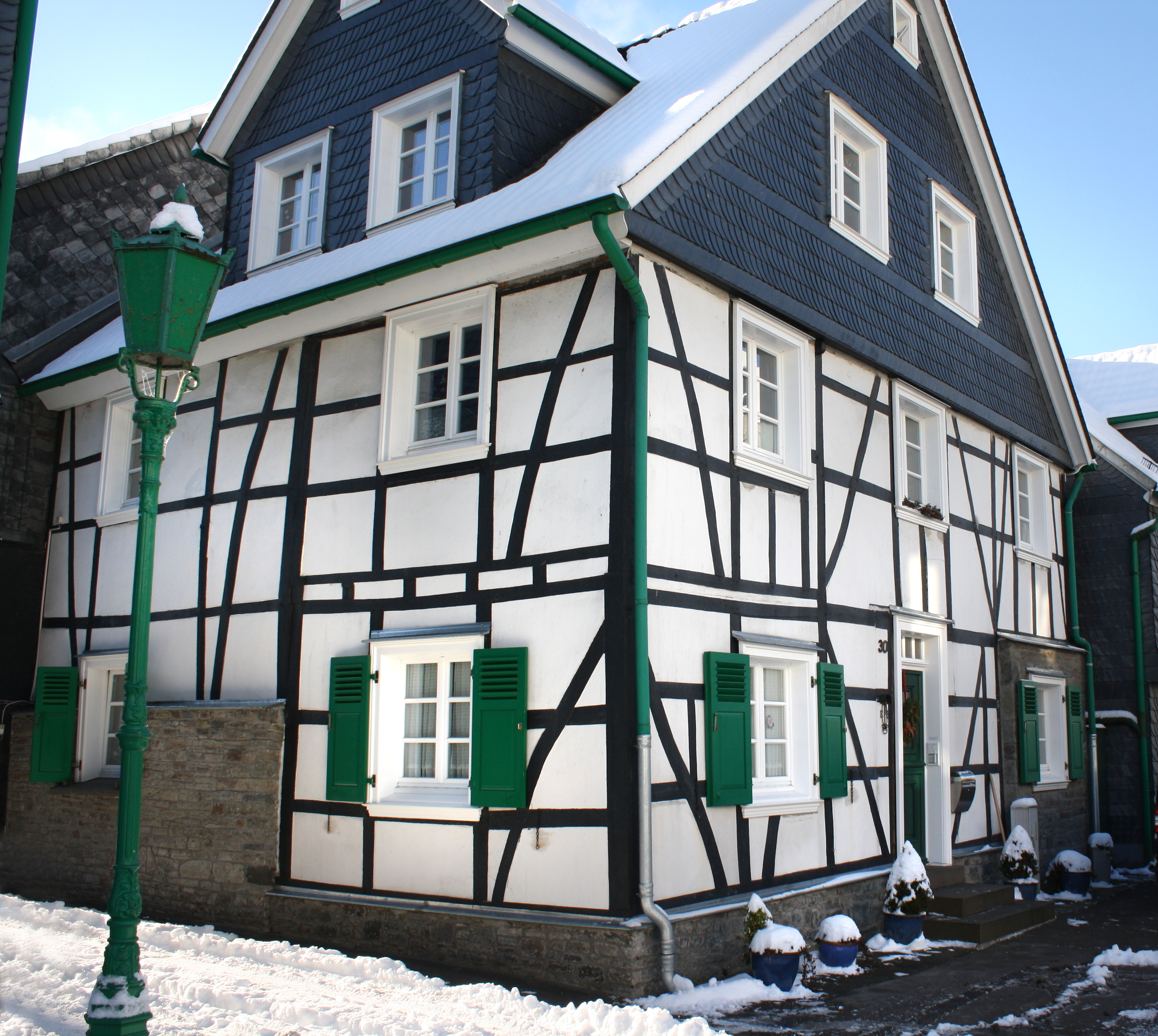
Typisch bergisches Haus in Wuppertal-Beyenburg

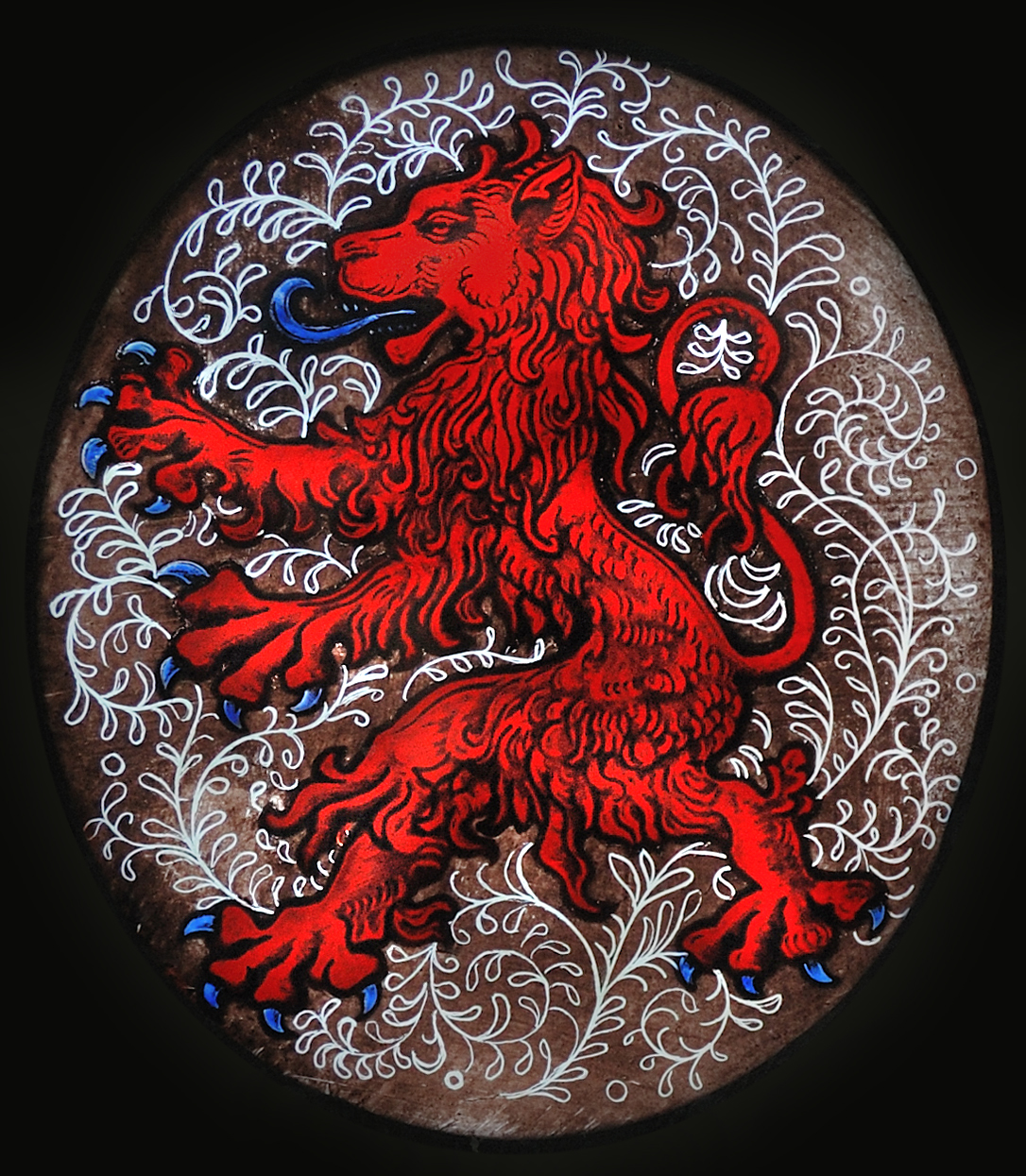
Bergischer Löwe auf einem Glasfenster

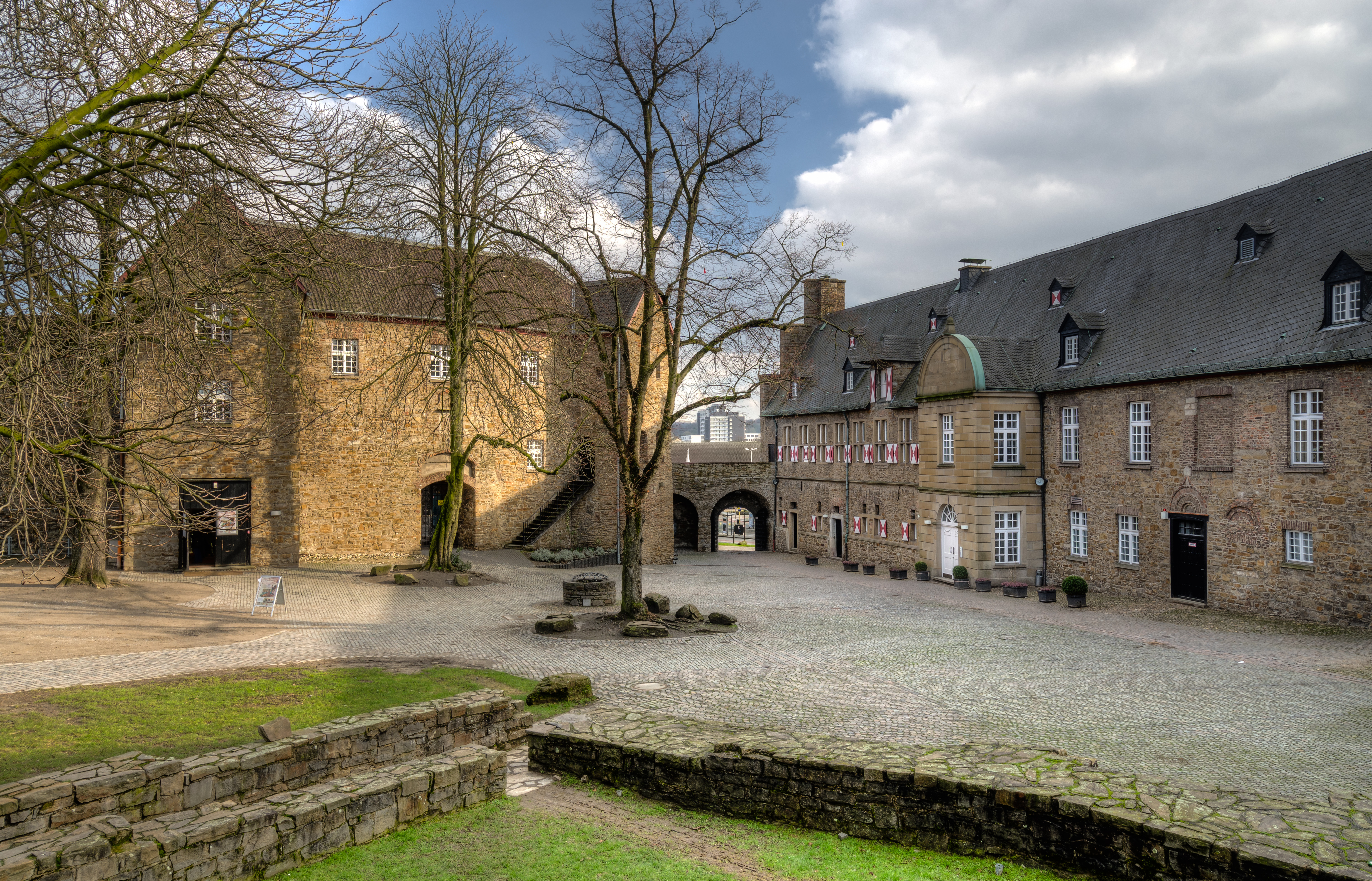
Schloss Broich in der Ruhrtalstadt Mülheim

Das Bergische Land ist eine Region im Landesteil Rheinland in Nordrhein-Westfalen (Deutschland), die nach dem historischen Territorium des Herzogtums Berg benannt ist. Es liegt auf der rechten Rheinseite und umfasst neben dem Bergischen Städtedreieck Remscheid–Solingen–Wuppertal auch den Kreis Mettmann, die kreisfreie Stadt Leverkusen, den Rheinisch-Bergischen und den Oberbergischen Kreis sowie Teile des Rhein-Sieg-Kreises.
Historisch bedeutsame bergische Städte und Orte – die Ruhrtalstadt Mülheim an der Ruhr, das historische Amt Angermund (heute zu Duisburg und Düsseldorf), die Stadt Düsseldorf sowie diejenigen rechtsrheinischen Gebiete Kölns, welche historisch-geographisch bergisch sind – werden ebenfalls zum Bergischen Land gerechnet.
Das Bergische Land liegt vor allem im niederschlagsreichen (Luvseite) Westen des Nordostflügels (Süderbergland) des Rheinischen Schiefergebirges, Hauptflüsse sind die Wupper (Niederbergisches) und die Agger (Oberbergisches Land). Höchster Berg ist mit 519 m ü. NHN die Homert bei Gummersbach; der höchste öffentlich zugängliche Punkt ist die Aussichtsplattform des Unnenbergturms. Dieser Turm steht etwa 6 km westsüdwestlich der Homert in der Ortschaft Dannenberg auf dem Unnenberg (505,7 m ü. NHN); die Plattform ist auf 31,8 m Höhe des rund 45 m hohen Turms.

## Name
Der Begriff Bergisches Land war bereits vor dem 19. Jahrhundert in Gebrauch, wurde jedoch nach der Auflösung des Herzogtums Berg allgemein gängig. Umgangssprachlich sind die Form das Bergische und im Bergischen üblich. In den bergischen Dialekten ist die Form meistens Bergsches Land. Die Einwohner sind die Berger oder auch die Bergischen.
In jüngerer Zeit hat sich eine Deutungsverschiebung des Bergischen hin zu Hügelland ergeben, was sich auch im Text des Bergischen Heimatliedes zeigt. Neben Düsseldorf als ehemaliger Residenzhauptstadt des Herzogtums Berg werden daher auch andere bedeutende Orte heute weniger selbstverständlich zum Bergischen Land, sondern oft zur eher flachen niederrheinischen Ebene gerechnet. Entsprechend dieser Lage fehlen dort die an Bergflanken hochgetriebenen Wolken und somit das im Artikel beschriebene niederschlagsreiche und das Bergische Land typisierende Wettergeschehen.

## Geographie

### Abgrenzung

Gliederung des Bergischen Landes

#### Historisch-geographisch

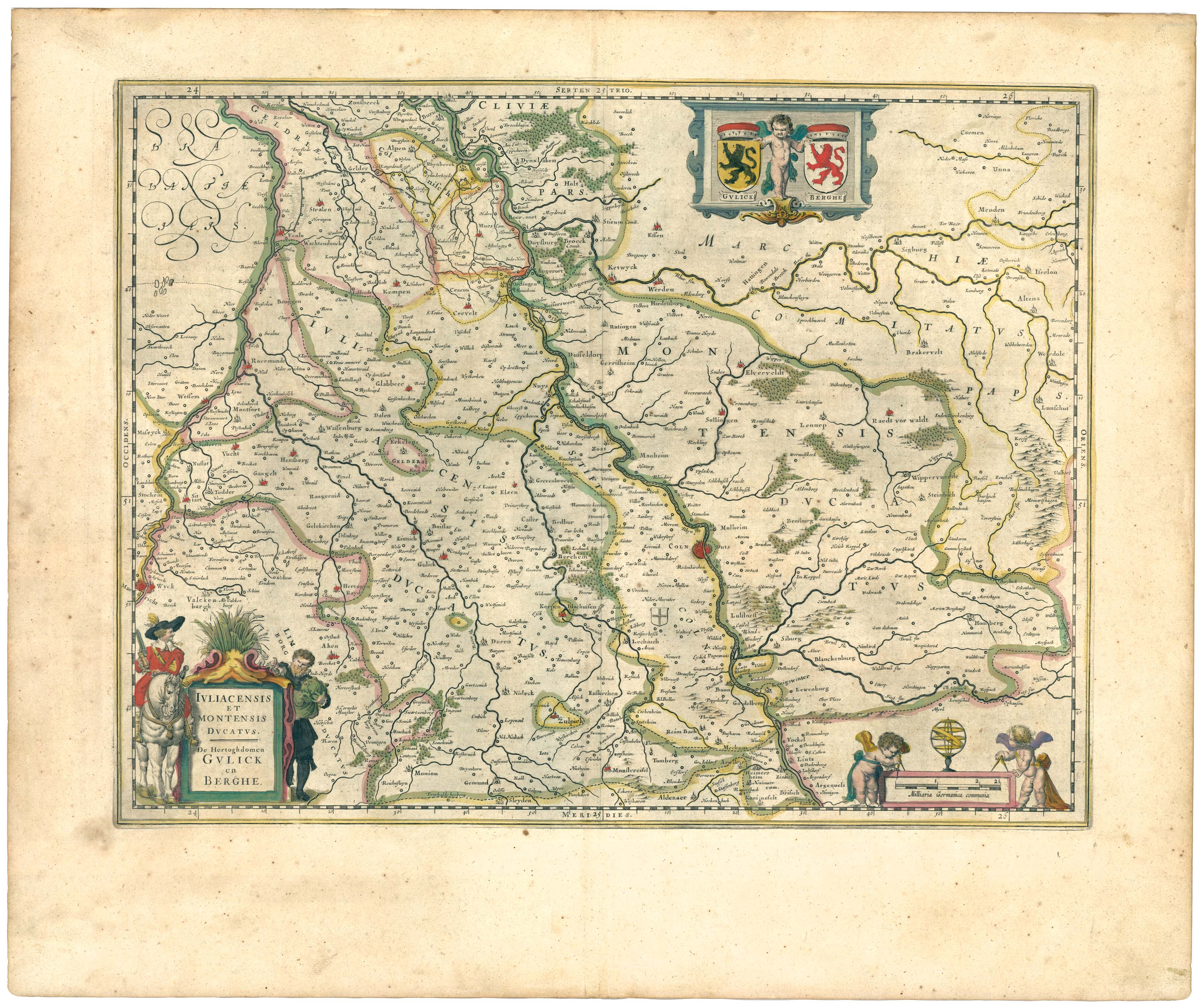
Herzogtümer Jülich und Berg (Iuliacensis et Montensis Ducatus), 1645, Atlas Maior

Das Bergische Land ging aus dem historischen Herzogtum Berg hervor. Den früheren Landesherren, den Grafen von Berg, hat die Region auch ihren Namen zu verdanken. Der adjektivische lateinische Begriff terre Montensis, also des Bergischen Landes wird erstmals in einer Schuldverschreibungsurkunde der bergischen Grafen vom 6. September 1363 schriftlich festgehalten, wobei aber schon in früheren Urkunden terra de Monte oder Land von Berg erscheinen.
Bedeutende Orte im Herzogtum waren Gerresheim, Elberfeld, Solingen, Lennep, Radevormwald, Wipperfürth, Bensberg, Siegburg und Blankenberg, die überwiegend ab dem 13. Jahrhundert Stadtrechte erhielten. Der Sitz der Grafen und Herzöge war zunächst die Burg Berge beim heutigen Altenberg bei Odenthal, nach dem Bau von Burg Neuenberg der Ort Burg an der Wupper (heute ein Ortsteil von Solingen) und anschließend von 1386 bis 1822 Düsseldorf, das die Herzöge zu einer repräsentativen Residenz- und Hauptstadt des Herzogtums ausbauten. Auf die historische Zugehörigkeit Düsseldorfs zum Bergischen Land weist noch heute der Bergische Löwe im Düsseldorfer Stadtwappen hin.
Zu den nördlichen Teilen des Bergischen Landes gehörten die Städte Mülheim an der Ruhr, Teile von Duisburg, Essen und Oberhausen (Alstaden und Dümpten), zu den Gebieten an der Westgrenze auch das rechtsrheinische Gebiet von Köln bei Mülheim. Kleinere, dem Herzogtum angehörige linksrheinische Gebiete waren zudem die Freiheit Wesseling, Rodenkirchen, Orr und Langel.
Die ehemaligen Herrschaften Gimborn und Homburg im heutigen Oberbergischen Kreis kamen dagegen erst in der Zeit Napoleons zum Großherzogtum Berg hinzu. Zu diesem ursprünglich nicht bergischen Gebiet gehören Marienheide, Wiehl, Nümbrecht, Stadt Neustadt und die heutige Kreisstadt des oberbergischen Kreises: Gummersbach.
1815 wurde das Großherzogtum Berg aufgelöst und 1822 der preußischen Rheinprovinz zugeschlagen, mit deren nördlichem Teil das Bergische Land nach dem Zweiten Weltkrieg als Teil des Rheinlandes zu Nordrhein-Westfalen ging.

#### Physisch-geographisch und naturräumlich
Naturräumlich liegt das Bergische Land fast komplett in der Haupteinheitengruppe Süderbergland, die auch fast das komplette Sauerland umfasst. Das Süderbergland stellt den nordöstlichsten Teil des rechtsrheinischen Schiefergebirges dar.
Natürliche orographische Grenzen bilden im Norden die Ruhr, im Westen der Rhein und im Süden die Sieg. Nach Osten geht es ohne erkennbare landschaftliche Grenze ins Sauerland über. Allein politische und kulturelle Unterschiede bestimmen den Grenzverlauf zwischen beiden historischen Landschaften, der jedoch in etwa den östlichen Wasserscheiden von Wupper und Agger entspricht, während das (westliche) Sauerland in der Hauptsache von der Ruhr und ihren Nebenflüssen entwässert wird.
Der größte Teil des Bergischen Landes ist durch eine abwechslungsreiche Mittelgebirgslandschaft mit Wäldern, Wiesen und Hügeln sowie engen Kerbtälern – auch „Siepen“ genannt – mit kleinen Bächen geprägt. Bis auf die ins Sauerland übergehenden Bereiche wird das Bergische aufgrund der fortgeschrittenen Abtragung des Gebirges als Fastebene bezeichnet.
Aus dem Mittelgebirge wird westwärts über verschiedene Heide-Terrassen eine Ebene ohne nennenswerte Erhebungen, die durch die städtischen Agglomerationen von Köln und Düsseldorf stark zersiedelt ist und – im Vergleich zur Mittelgebirgslandschaft – sehr wenig gegliedert ist. Hier befinden sich mit einigen wenigen Heiderelikten, wie der Wahner, Hildener und Ohligser Heide, dem ausgedehnten Waldgebiet Königsforst und einzelnen Baggerseen, wie dem Unterbacher oder dem Elbsee, wertvolle Naturschutzgebiete und Naherholungsgebiete für die Bewohner der umliegenden Großstädte.
Der Naturpark Bergisches Land definiert das Gebiet darüber hinaus als Erholungsgebiet. Obwohl der Waldanteil recht groß ist, gibt es nur wenige größere zusammenhängende Waldgebiete. Bewaldete Höhenzüge in langen Wellen und Wiesentäler prägen das Landschaftsbild. Nach Osten nimmt der Anteil der Waldlandschaft aufgrund der mit der Höhenlage verbundenen für die Landwirtschaft ungünstigeren Witterung zu. Von Natur aus würden vor allem Buchenwälder sowie Buchen-Eichenwälder in den Hanglagen wachsen. Seit der erheblichen Entwaldung in der frühen Neuzeit wurden allerdings große Flächen mit der vormals nicht heimischen Fichte aufgeforstet. Der Nutscheid am Südrand des Bergischen ist eines der größten Forstgebiete und weitgehend unbewohnt. Ein weiteres großes Waldgebiet ist das Heck zwischen Engelskirchen, Drabenderhöhe und Overath-Federath.

#### Nach heutigem Regionalbewusstsein
Das Bergische Land entspricht im heutigen Regionalbewusstsein der „Mittelgebirgsregion Bergisches Land“. In den vormals bergischen Rhein- und Ruhrstädten (Düsseldorf, Stadtteile Essens südlich der Ruhr (Byfang, Werden etc.), südliche Ortsteile Oberhausens, Duisburg-Süd und Mülheim an der Ruhr) ist im Bewusstsein der Bevölkerung die historische Zugehörigkeit zum Bergischen kaum noch vorhanden. Man sieht sich in diesen Orten heute mehrheitlich als Rheinländer oder zum Ruhrgebiet zugehörig. Oberhalb der Rheinebene ist jedoch die Zugehörigkeit zum Bergischen im Bewusstsein selbstverständlich. So werden auch in den Nachrichten des WDR nur die östlichen Gebiete als „bergisches Land“ bezeichnet, wobei die westlichen dahingegen zum unklar umschriebenen „Rheinland“ gerechnet werden. Auch der Kreis Mettmann wird zur Kulturregion Bergisches Land gerechnet.
Als Hauptstadt des Bergischen Landes wird zumeist nicht mehr die historische Hauptstadt Düsseldorf, sondern die 1929 entstandene Stadt Wuppertal gesehen, die das wirtschaftliche, kulturelle und industrielle Zentrum des östlichen Bergischen Landes bildet. Der Süden der Region hat mittlerweile aber einen stärkeren Bezug zu Köln entwickelt.
Auch bei denjenigen rechtsrheinischen Stadtteilen Kölns, die historisch-geographisch zum Bergischen Land zählen, ist festzustellen, dass ein Zugehörigkeitsgefühl zum Bergischen Land kaum noch vorhanden ist, sondern sich die Einwohner dieser Stadtteile beinahe ausnahmslos als Rheinländer sehen. Eine Ausnahme stellt der im Zuge der NRW-Gebietsreform 1975 entstandene, an Bergisch Gladbach und Rösrath grenzende Kölner Stadtteil Rath/Heumar dar, welcher nach herrschendem Regionalbewusstsein dem Bergischen Land zuzurechnen ist. Insbesondere bei der alteingesessenen Bevölkerung ist dort ein sehr starkes Selbstverständnis der Zugehörigkeit zum Bergischen Land festzustellen.

### Teilgebiete

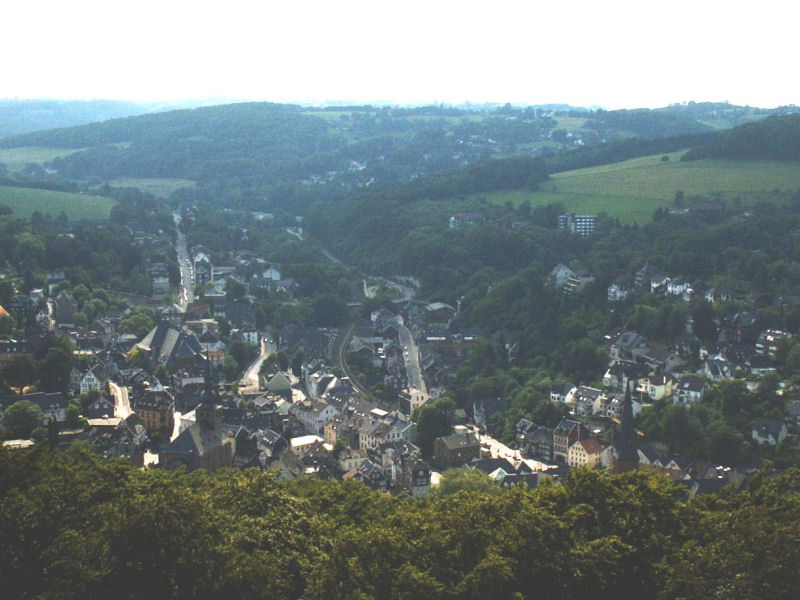
Blick auf Velbert-Langenberg

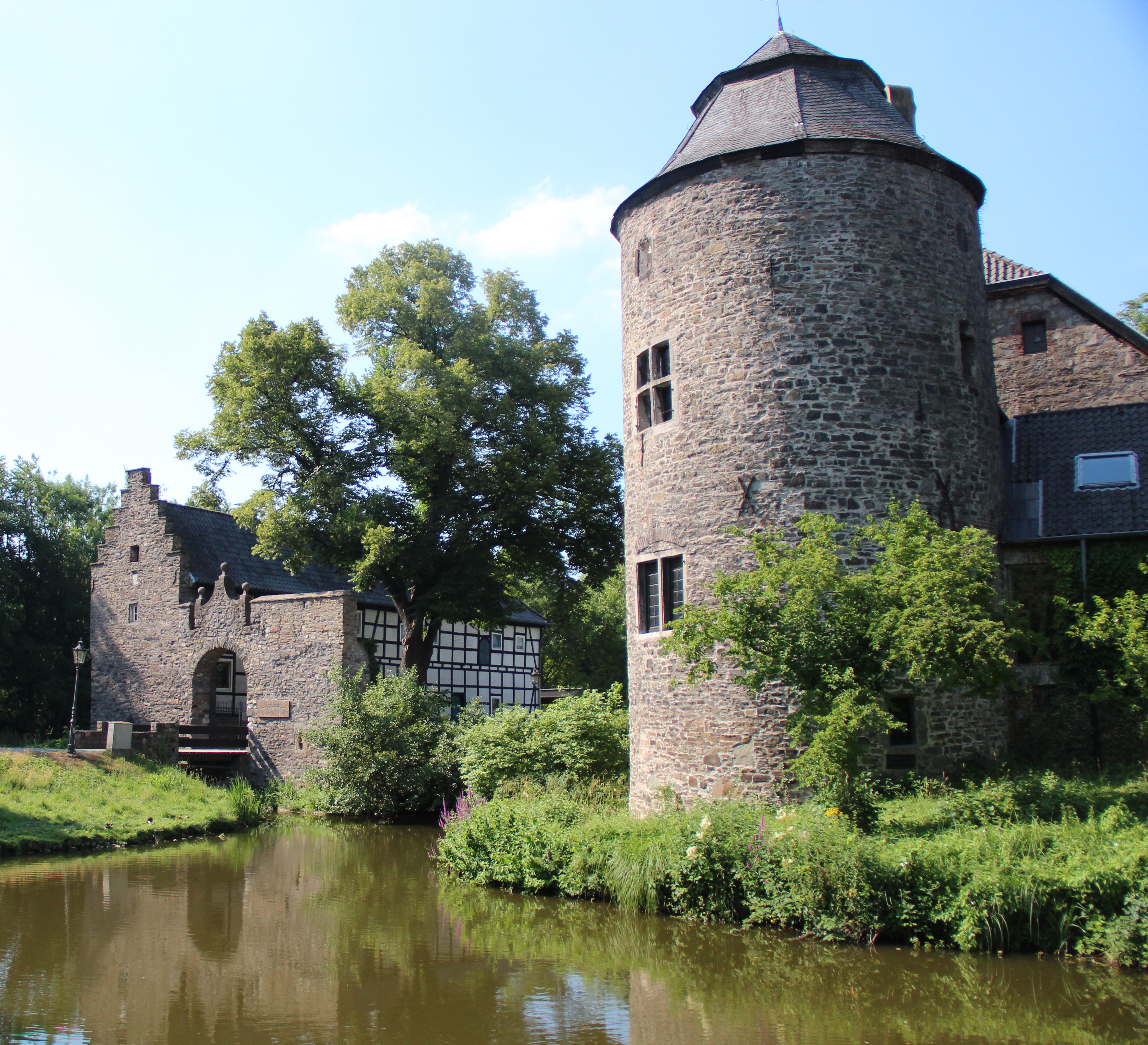
Wasserschloss Haus zum Haus in Ratingen

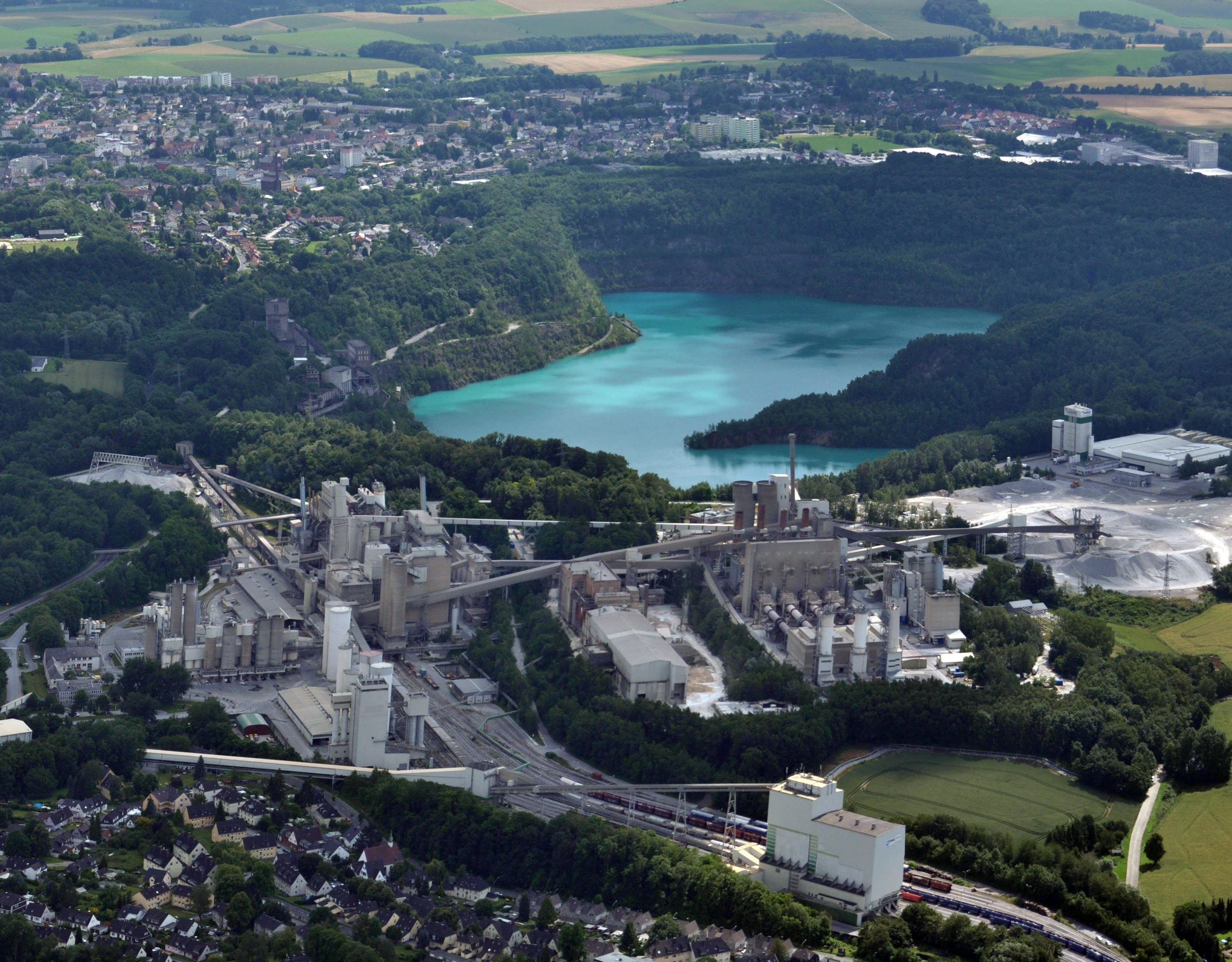
Das Kalkwerk Flandersbach nahe Europas größtem Kalkabbau in Wülfrath

#### Niederbergisches Land
Der Norden und Nordwesten des Bergischen Landes bildet das Niederbergische Land, das vom Angerbach und der Düssel durchflossen wird. Ein Talabschnitt der Düssel ist das Neandertal, in dem der Fundort des gleichnamigen Eiszeitmenschen liegt. Die östliche Grenze bildet der Deilbach. Das Gebiet des Niederbergischen Landes liegt im modernen Verständnis im Kreis Mettmann und umfasst neben der gleichnamigen Kreisstadt die Städte Hilden, Ratingen, Heiligenhaus, Velbert, Wülfrath, Haan und Erkrath. Da die historischen Grenzen des Bergischen Landes jedoch im heutigen Ruhrgebiet und entlang des Rheines verliefen, können auch Düsseldorf, Mülheim an der Ruhr, und ein Teil Oberhausens (Alstaden) zum Niederbergischen Land gezählt werden. In Mettmann, Wülfrath und Langenberg ist der alte Stadtkern mit Fachwerkhäusern, die einen Ring um die Kirche oder den Markt bilden, erhalten geblieben. Im Düsseltal oder unweit davon liegen die Dörfer Gruiten und Düssel, die ebenfalls einen historischen Ortskern mit gut erhaltenen Fachwerkhäusern besitzen. In Wülfrath werden jährlich 9,7 Millionen Tonnen Kalkstein im größten Kalkwerk Europas abgebaut.

#### Bergisches Städtedreieck

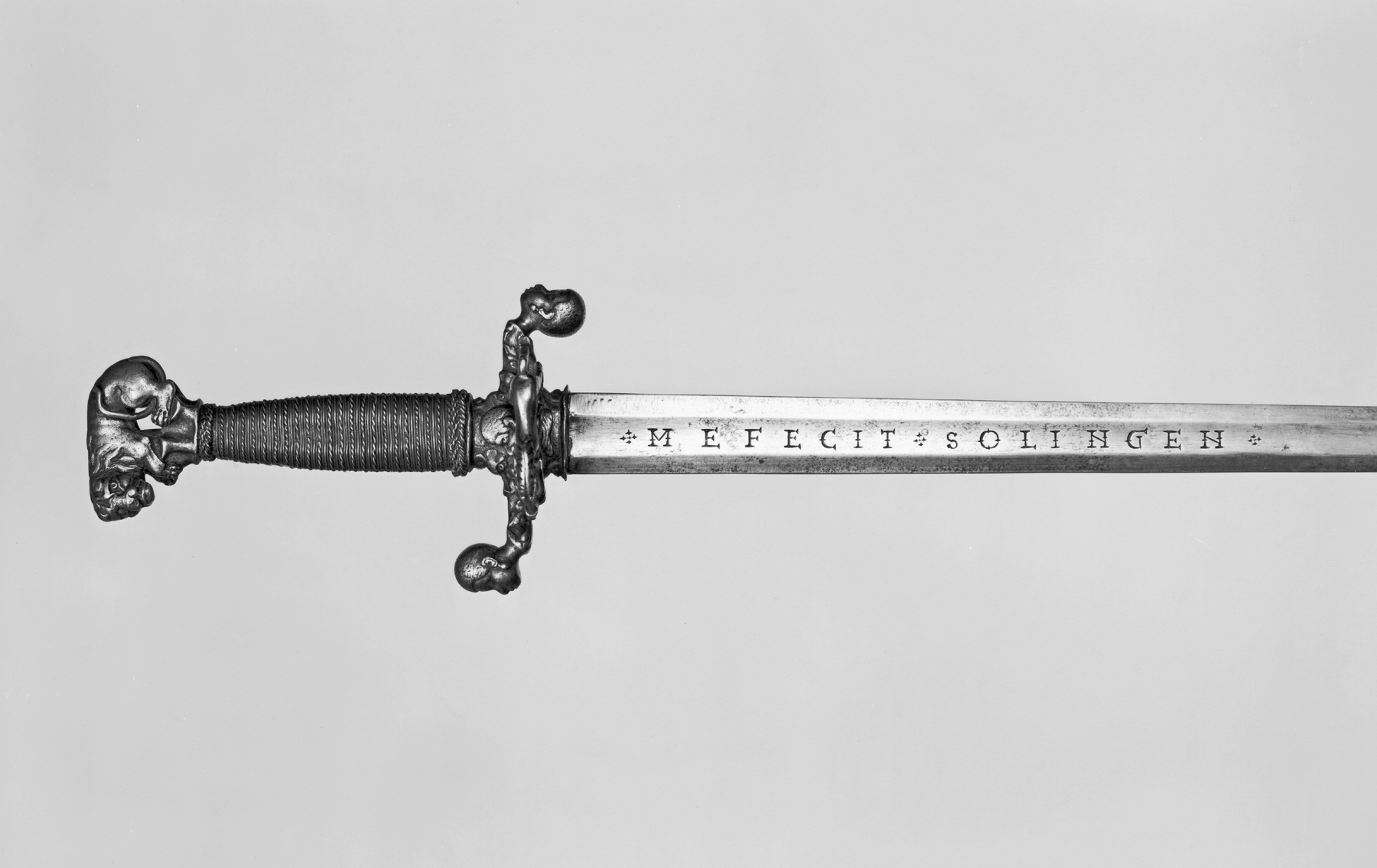
Solinger Schwert aus dem 17. Jahrhundert

Südöstlich schließt sich das Bergische Städtedreieck, welches sich aus den Großstädten Wuppertal, Solingen und Remscheid zusammensetzt und heute weder dem Nieder- noch dem Oberbergischen Land zugerechnet wird, an. Der prägende Fluss ist die Wupper. Am Rand des Städtedreiecks liegen auch die historischen Zentren des Bergischen Landes Lennep und Burg an der Wupper.

##### Wuppertal
Wuppertal wurde am 1. August 1929 aus den bisherigen Städten Barmen, Elberfeld, Cronenberg, Ronsdorf und Vohwinkel sowie dem Stadtteil Beyenburg gegründet und liegt hauptsächlich in dem lang gezogenen Tal, das von der Wupper durchflossen wird. Das Wahrzeichen der Stadt ist die 1901 durch Kaiser Wilhelm II. eröffnete Wuppertaler Schwebebahn, die aus Platzgründen weitestgehend über die Wupper gebaut wurde. In der Mitte des 19. Jahrhunderts lebten im heutigen Stadtgebiet – damals noch getrennt in die Städte Elberfeld und Barmen – bereits über 100.000 Menschen. Nur wenige Städte Deutschlands hatten mehr Einwohner. Elberfeld und Barmen gehörten zu den wichtigsten Bank- und Handelsplätzen Preußens. In Barmen fuhr die erste elektrische Zahnradbahn der Welt.
In Elberfeld wurden 1896 Heroin und 1897 Aspirin in den Elberfelder Farbenfabriken (vormals Friedrich Bayer & Co., heute Bayer AG) erfunden und 1904 der heutige Weltkonzern Bayer gegründet. Auch heute noch beheimatet Wuppertal z. B. mit der Barmer GEK, den Barmenia Versicherungen, Vorwerk und Erfurt & Sohn bekannte Unternehmen. Das Briller Viertel in Elberfeld ist eines der größten Villenviertel Deutschlands. Kulturell beachtenswert sind mehrere Museen, z. B. das Museum für Frühindustrialisierung mit dem Engels-Haus, bis 2016 das Wuppertaler Uhrenmuseum, auch Abeler Museum genannt, das Von-der-Heydt-Museum, das Bibelmuseum Wuppertal, die historische Schwimmoper (Wuppertal), die historische Stadthalle Wuppertal das weltberühmte Tanztheater Pina Bausch, das Opernhaus und der landschaftlich reizvolle Wuppertaler Zoo.

##### Solingen

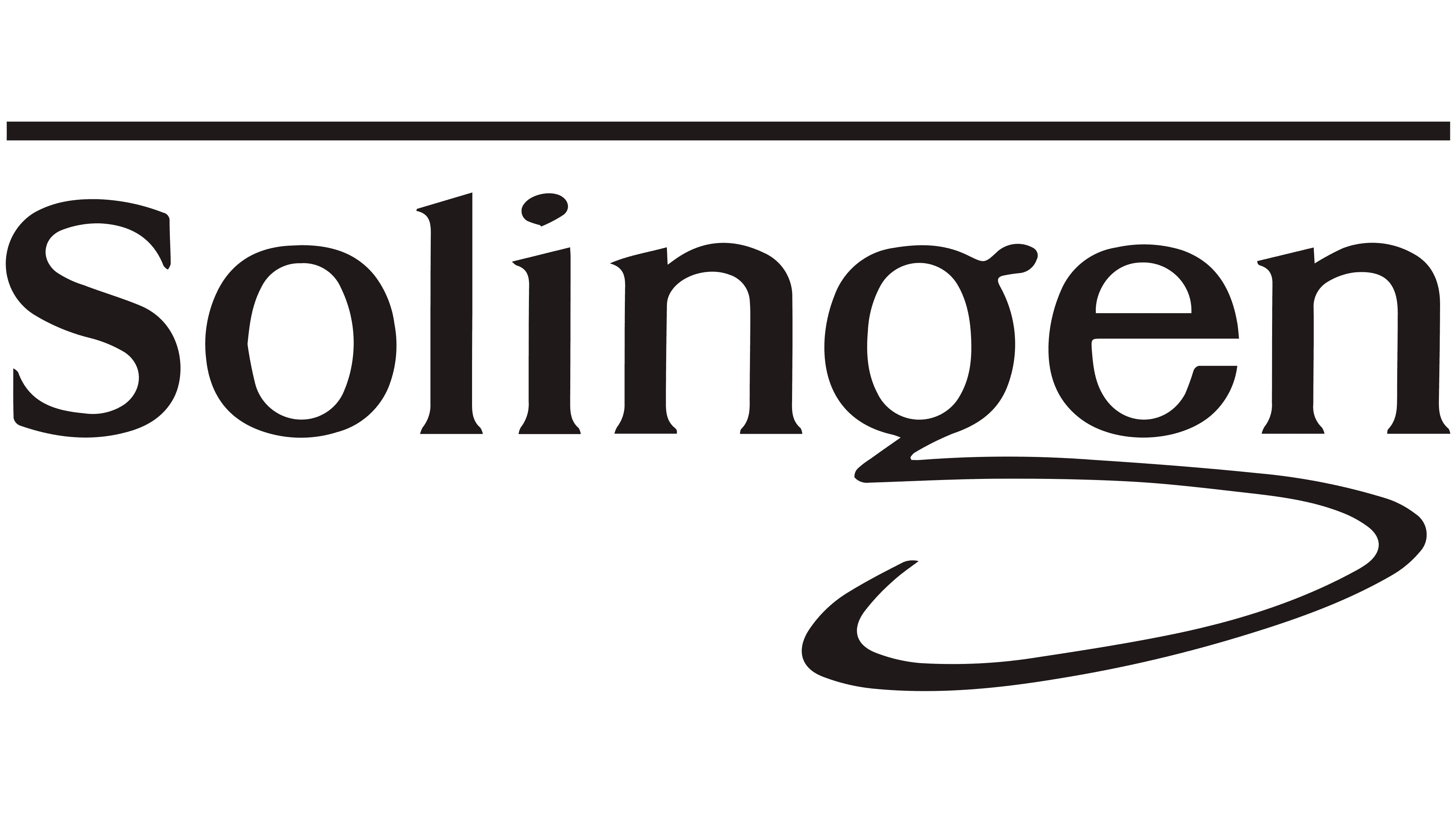
Das Logo

Aus Solingen kommen Klingen und Schneidwaren (Zwilling J. A. Henckels, Böker, Puma u. v. a.), ebenso wie der Knirps-Schirm. Dort ist das größte der noch vorhandenen drei O-Bus-Netze Deutschlands zu finden. Die Müngstener Brücke – Deutschlands höchste Eisenbahnbrücke – überquert die Wupper zwischen Solingen und Remscheid, sie wurde von MAN gebaut und bildet in stilisierter Form das MAN-Logo. Eine weitere Sehenswürdigkeit wenige Kilometer südlich der Brücke ist Schloss Burg – Stammschloss der Grafen und Herzöge von Berg – im Solinger Stadtteil Burg an der Wupper.

##### Remscheid
Remscheid wurde mit der Neufassung des Stadtgebiets 1929 zur Großstadt. Dort liegt mit 24 Prozent Steigung eine der steilsten innerörtlichen Straßen Deutschlands. Die 1929 nach Remscheid eingemeindete Stadt Lennep ist die zweitälteste Stadt (Stadterhebung 1230) des Bergischen Landes und weist ein gut erhaltenes Ensemble bergischer Fachwerkhäuser auf. Remscheid ist bekannt für seine Metall- und Werkzeugindustrie und beheimatet bekannte Unternehmen (u. a. Vaillant Group). Hier war auch der Ursprung der ehemaligen Mannesmann AG. Der wohl berühmteste Sohn der Stadt ist Wilhelm Conrad Röntgen, dessen historische Entdeckung im Deutschen Röntgen-Museum besichtigt werden kann.

#### Oberbergisches Land
Das Oberbergische Land umfasst im historischen Sinne den Rheinisch-Bergischen Kreis, den Oberbergischen Kreis, den rechtsrheinischen Teil des Rhein-Sieg-Kreises und die kreisfreie Stadt Leverkusen. Es beginnt somit hinter dem Bergischen Städtedreieck und reicht im Süden bis an die Sieg und im Osten bis an das Sauerland heran. Bekannte Flüsse sind der Wupper-Nebenfluss Dhünn, der Sieg-Nebenfluss Agger und die Agger-Nebenflüsse Sülz und Wiehl. Charakteristisch für das Oberbergische Land sind auch seine Talsperren Große Dhünn-, Agger- und Wiehltalsperre im Verlauf der entsprechenden Flüsse.
Neben der Kreisstadt Bergisch Gladbach gehören Burscheid, Kürten, Leichlingen (Rheinland), Odenthal, Overath, Rösrath und Wermelskirchen zum Rheinisch-Bergischen-Kreis. Der Oberbergische Kreis umfasst die Kreisstadt Gummersbach und die weiteren Orte Bergneustadt, Hückeswagen, Lindlar, Marienheide, Wipperfürth, Radevormwald, Reichshof, Nümbrecht, Morsbach, Waldbröl, Wiehl und Engelskirchen.
Der Westen des Oberbergischen Landes, der an Köln grenzt, gilt als beliebtes Wohngebiet für die Pendler der umliegenden Großstädte.

### Klima

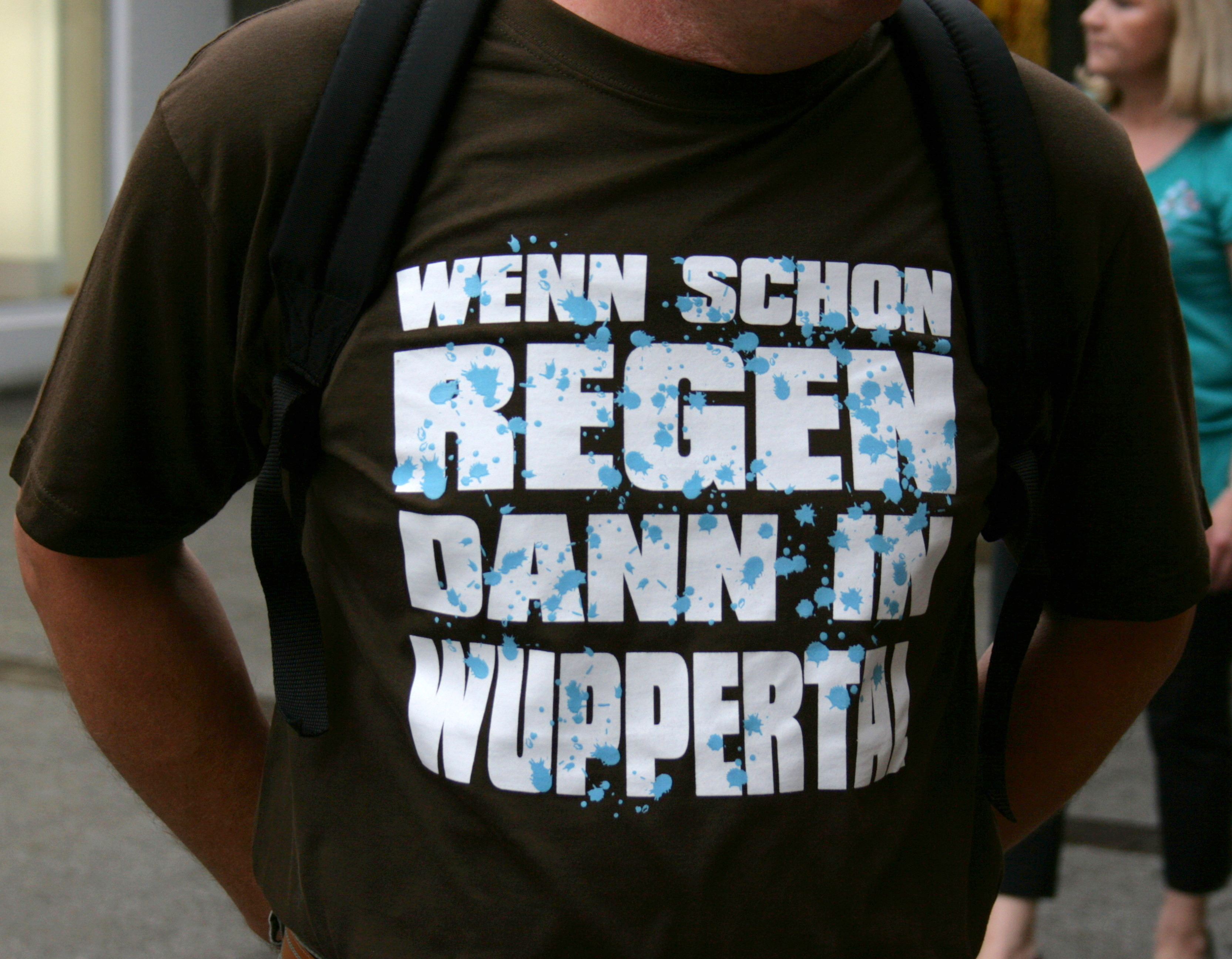
Die Regenfälle im Bergischen Land sind sprichwörtlich

Mit westlichen Luftströmungen treffen feuchte atlantische Luftmassen im Bergischen Land erstmals auf ein Hindernis und werden gestaut (Luvlage). Folge sind Steigungsregen, die auf relativ kurzer Distanz von 800 mm im Westen auf über 1350 mm im Osten im Jahresmittel ansteigen. Die Jahresmitteltemperatur beträgt 7 bis 10 °C und die Anzahl der Tage mit einer Temperatur > 10 °C (Vegetationszeit) liegt zwischen 150 und 180 Tagen. In der Vegetationszeit beträgt die mittlere Temperatur 13 bis 16 °C. Für die natürliche Vegetation sind mit diesen Klimamerkmalen sehr günstige Wuchsbedingungen gegeben. Durch die Gefahr von Starkregenfällen und Spätfrösten sind die Bedingungen für die Landwirtschaft speziell im östlichen oberbergischen Land schwierig und beschränken sie seit alters her vor allem auf die Viehzucht und den Waldbau.

### Gewässer

#### Flüsse
Die beiden Hauptflüsse des Bergischen Landes sind die etwa ein Drittel des Einzugsgebietes der Sieg einnehmende Agger im Süden und die direkt zum Rhein entwässernde Wupper nördlich davon. Beide verfügen je über Einzugsgebiete von über 800 km² und entwässern zusammen fast die gesamte Region.
Weitere innere Flüsse mit einem Einzugsgebiet von über 100 km² sind die Düssel (nördlich der Wupper, zum Rhein), die Dhünn (von links zur Wupper), Sülz und Wiehl (von rechts bzw. links zur Agger) sowie im äußersten Südosten die Bröl (zur Sieg).

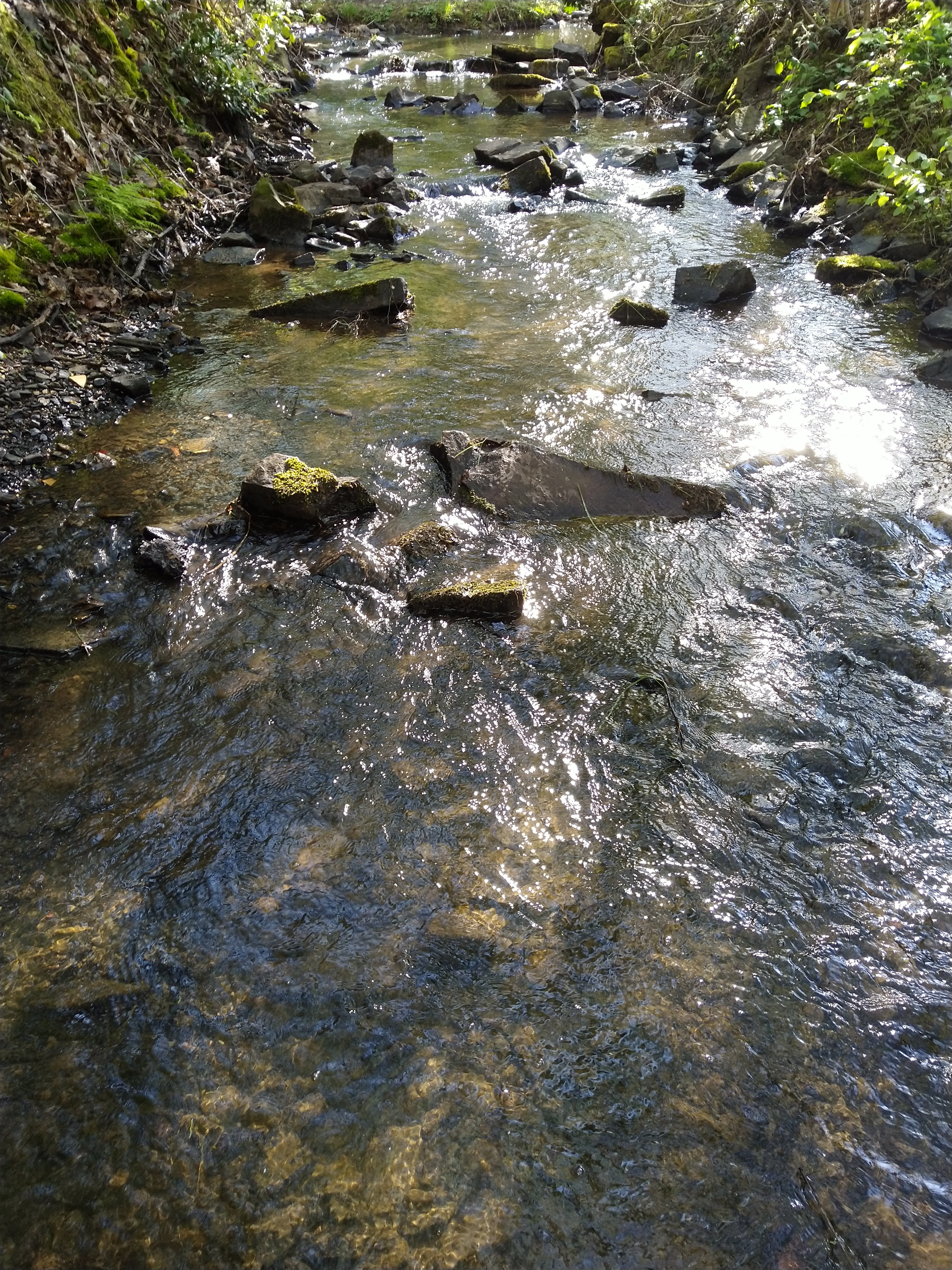
Der Aubach (Wildbergerhütte) im Naturpark Bergisches Land.

Im Uhrzeigersinn, im Süden beginnend, bilden die Flüsse Sieg, Rhein, Ruhr und Deilbach (zur Ruhr) abschnittsweise in etwa die Grenzflüsse. Die zentrale Ostgrenze stimmt ziemlich genau mit den Wasserscheiden von Agger und Wupper zur Ruhr überein.

#### Talsperren
Im Bergischen Land gibt es viele Talsperren. Einige davon dienen als Trinkwasserreservoir für die angrenzenden großen Städte und darüber hinaus als Naherholungsgebiete. Weltweit gibt es kaum eine vergleichbare Region mit derart vielen Stauseen auf engem Raum. Im Einzelnen sind zu nennen:
- Aggertalsperre
- Bevertalsperre
- Biebersteiner Stausee
- Beyenburger Stausee
- Brucher Talsperre
- Diepentaler Talsperre
- Große Dhünntalsperre
- Ennepetalsperre

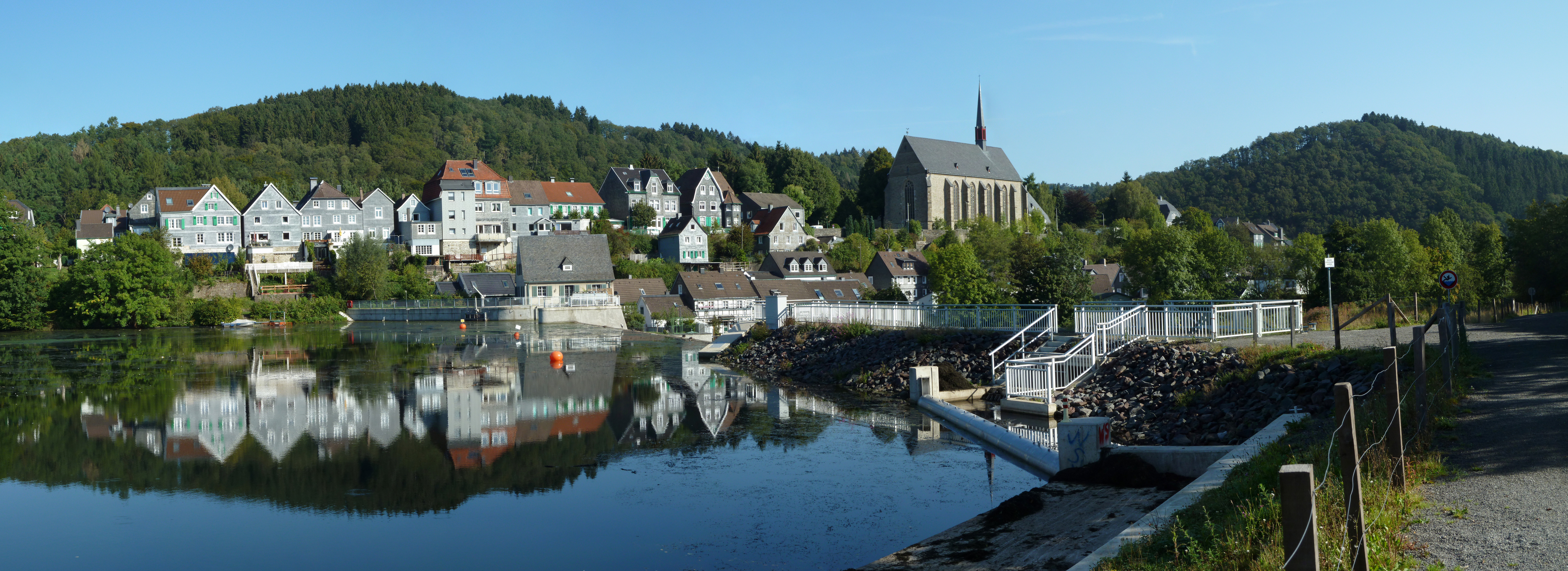
Ausblick über den Beyenburger Stausee in Wuppertal

- Eschbachtalsperre (auch Remscheider Talsperre)
- Genkeltalsperre
- Kerspetalsperre
- Lingesetalsperre
- Neyetalsperre
- Herbringhauser Talsperre (auch Barmer Talsperre)
- Panzertalsperre (auch Lenneper Talsperre)
- Ronsdorfer Talsperre
- Schevelinger Talsperre (auch Silbertalsperre)
- Sengbachtalsperre (auch Solinger Talsperre)
- Wahnbachtalsperre
- Wiehltalsperre
- Wuppertalsperre

### Städte und Gemeinden
Die mit Abstand bevölkerungsreichste Stadt des Bergischen Landes nach Düsseldorf ist Wuppertal; es folgen Leverkusen, Solingen, Bergisch Gladbach, Remscheid und Velbert. Weitere Städte und Gemeinden der Kulturregion Bergisches Land befinden sich im Kreis Mettmann, im Oberbergischen Kreis, im Rheinisch-Bergischen Kreis und im Rhein-Sieg-Kreis.

## Geschichte

### Besiedlung

Bergische Städte und Gemeinden in NRW historisch nach dem Gebietsstand des Herzogtums Berg von 1789 (hellgrün und dunkelgrün) und nach heutiger Regionalzugehörigkeit (nur dunkelgrün)

Der ausgestorbene Vertreter der Gattung Homo aus der Eiszeit – der Neandertaler (Homo neanderthalensis) – wurde nach seinem ersten Fundort im niederbergischen, von der Düssel durchflossenen Neandertal benannt. Auf der Suche nach Jagdbeute zog er sicherlich durch die damalige Tundra des Gebietes. Er wurde vor etwa 35.000 Jahren vom modernen Menschen (Homo sapiens) abgelöst. Für die Kulturepoche der Steinzeit liegen für das Bergland vereinzelte Funde vor, die den Schluss nahelegen, dass die Hochflächen in dieser Zeit nicht dauerhaft besiedelt waren, sondern lediglich als Jagd- und Weideland genutzt wurden. Auch für die Bronze- und Eisenzeit hatte man lange ähnliches angenommen. Man nahm an, dass es nur entlang der wenigen Wege, die vom Rhein durch das Bergland führten, zur Zeit der Römer vereinzelte Einödhöfe germanischer Bauern gab, in denen sich die Menschen vor römischen Übergriffen in Sicherheit bringen konnten und die dauerhafte Besiedlung der Höhenlagen des Schiefergebirges zwischen Ruhr und Sieg erst zwischen dem späten 7. und 9. Jahrhundert begann. Neue Befunde sowie neue historische Zusammenhänge rücken jedoch die Bronze- und Eisenzeit im Bergischen Land in ein neues Licht. Für die Wallanlage Alte Burg Erberich konnte 2018 eine Besiedlung der Anlage seit der Bronzezeit zweifelsfrei nachgewiesen werden. Die Erdenburg, die Wallburgen auf dem Lüderich, der Ringwall bei Stromberg aber auch der im südlichen Schiefergebirge liegende Ringwall auf dem Güldenberg sind damit inzwischen alle jedenfalls in die Eisenzeit und in die vorrömische Zeit datiert. Alleine die „Erdenburg“ bei Bensberg hat dabei Ausmaße, die eine hierarchisch und arbeitsteilig organisierte Gesellschaft zwingend bedingt. Auch wurde die im Dritten Reich vertretene Auffassung, die Erdenburg sei eine Schutzanlage gegen die Römer gewesen inzwischen völlig revidiert. Historische Quellen wie Cäsar bestätigen diese Befunde, wenn dort berichtet wird, dass die jedenfalls um 55 v. Chr. hier lebenden Ubier bereits „befestigte Wohnplätze“ hatten und der Volksstamm als „zivilisiert“ bezeichnet wird. Da das regenreiche und kühle Klima und die schweren, steinigen Lehmböden jedoch schlechte Voraussetzungen für den Feldbau boten, war das Schiefergebirge bis dahin jedoch kein attraktives Land für den Ackerbau. Die Besiedelung der rechten Rheinuferzone bis zum Gebirgsrand zwischen der Ruhr- und der Siegmündung bestand bereits im frühen Neolithikum, kann weiter über die Bronze- und Eisenzeit und für die späte Merowingerzeit / frühe fränkische Zeit ab Mitte des 5. Jahrhunderts belegt werden und erfolgte im zweiten Viertel des 6. Jahrhunderts in stärkeren Schüben. Nach der Völkerwanderung zur Zeit der Franken nahm die Bevölkerungszahl im Altsiedelland des Rheintales deutlich zu. In Verbindung mit deutlichen Verbesserungen in Landwirtschaft und Handel setzte eine langsame Besiedlung des Berglandes vom Rhein ausgehend ein. Wegen des Klimas und der schlechten Böden wurde fast ausschließlich der anspruchslose Hafer angebaut. Die Tierhaltung beschränkte sich auf wenige Rinder, Schafe und Schweine, die zur Futtersuche in den in Gemeineigentum stehenden Wald Allmende getrieben wurden. Das heutige Bild des Bergischen Landes mit vielen Weideflächen ist erst eine Entwicklung des 19. Jahrhunderts. Den endgültigen Ausschlag gab jedoch wahrscheinlich Karl der Große, der den Adel der Rhein- und Ruhrfranken während der Sachsenkriege anwies, im Niemandsland zwischen den Sachsen und dem Frankenreich einige Herrenhöfe anzulegen, um davon ausgehend das Waldland fränkisch zu besiedeln. Zu diesen Herrenhöfen gehörten u. a. Haan, Elberfeld und Schwelm. Ebenfalls archäologisch belegt sind trotz spärlicher schriftlicher Quellenlage mehrere Kirchengründungen ab dem 7. Jahrhundert. Vor der Jahrtausendwende sind Sakralbauten, meist hölzerne Hallenkirchen am Standort späterer Steinkirchen, in Elberfeld, Solingen, Leichlingen, Herkenrath, Gummersbach und Eckenhagen durch Grabungen nachgewiesen, obwohl sie im Schrifttum zum Teil erst erheblich später in Erscheinung treten. Eine Urkunde, die die Kirchengründung in Sonnborn im 9. Jahrhundert datiert, stammt dagegen aus dem beginnenden 10. Jahrhundert.

### Mittelalter
Im 10. Jahrhundert setzte die große Rodungszeit im Bergischen ein, die bis ins 16. Jahrhundert andauerte. Damit verbunden waren viele neue Siedlungen und ein Ausbau der Herrenhöfe zu hölzernen Burgen. Dabei konnten die Herren der Burg Berge im heutigen Altenberg ihre Macht auf das Gebiet ausdehnen, das schließlich unter Adolf von Berg zur Grafschaft erhoben wurde (daher der Name „Bergisches Land“). Ebenfalls begann zu dieser Zeit der Aufschwung des Wupper-Raumes als Zentrum der Kleineisenindustrie, Erzbergwerke und Rennöfen waren im 11. und 12. Jahrhundert weit verbreitet und die Abbaugebiete stellten wohl frühe Siedlungsschwerpunkte.
Im ersten Drittel des 12. Jahrhunderts verlegten die Grafen von Berg ihren Sitz von der alten Burg an der Dhünn zur neuen Burg an der Wupper. Von dort aus dehnte das Haus seine Macht nach Süden bis zur Sieg und nach Osten bis zur Grafschaft Hückeswagen aus. Während Hückeswagen 1260 friedlich an das Haus Berg ging, kam es mit den (verwandten) Märkern (Grafschaft Mark) zu langanhaltenden und gewalttätigen Konflikten, die bis ins 15. Jahrhundert schwelten (bezeichnenderweise war die Grenze zwischen Berg und Mark nahezu deckungsgleich mit der frühmittelalterlichen Grenze zwischen den rheinischen Franken und den westfälischen Sachsen). Im 14. Jahrhundert hatte das Land unter Überschwemmungen, Missernten, Pest und dem Krieg zwischen Friedrich von Österreich und Ludwig von Bayern zu leiden.
1386 wurde Düsseldorf die Residenz der Herzöge von Berg, die durch geschickte Heiratspolitik die Herzogtümer Jülich und Kleve mit dem ihren zum Tripelherzogtum Jülich-Kleve-Berg vereinigten.
Einen großen Einfluss in der Region hatte die 1133 gegründete Abtei Altenberg, die im 13. Jahrhundert unweit der alten Burg und mit deren Material im Tal der Dhünn den bedeutenden Altenberger Dom erbaute, der bis ins 16. Jahrhundert die Grablege der Herzöge von Berg war. Die Zisterziensermönche hatten weit gestreute Besitztümer in über 160 Orten, schwerpunktmäßig mit 78 Orten im Herzogtum Berg. Die Landesherren des Herzogtums Berg und die Kölner Erzbischöfe förderten die Abtei, die auch den Schutz der deutschen Könige genoss.

### Neuzeit

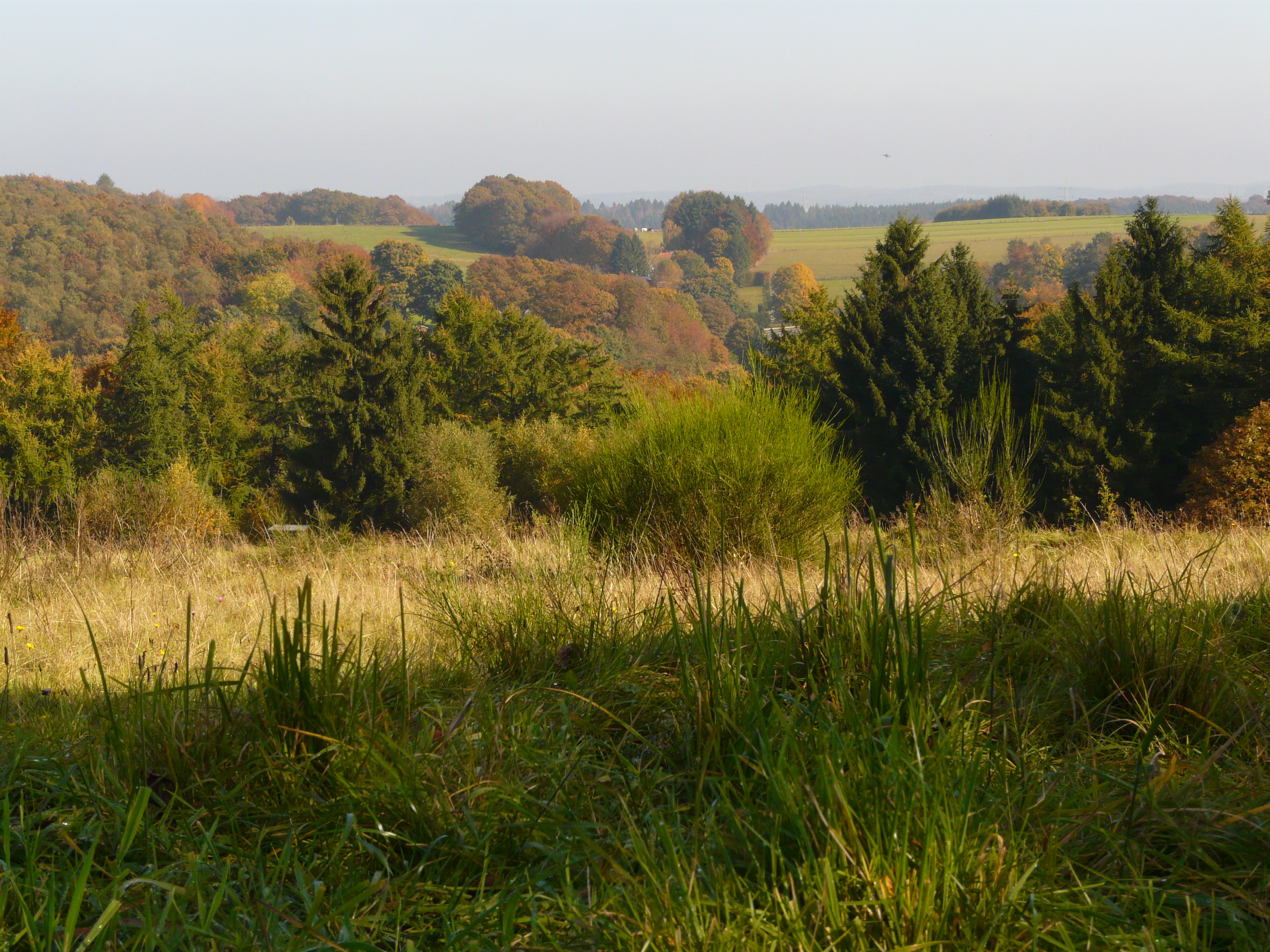
Typische Landschaft aus Wäldern und Weiden im Niederbergischen Land

Insbesondere unter Wilhelm dem Reichen wurde das Herzogtum zu einem Zentrum humanistischer Wissenschaft. Kriegsgefahr bestand in dieser Zeit nicht. Jedoch plünderten entlassene Söldner im Herzogtum. Hinzu kamen Konflikte zwischen Katholiken und Protestanten, bis Wilhelm 1565 die freie Religionswahl gestattete. Der überwiegende Teil der Bevölkerung folgte der Reformation und nahm den reformierten oder lutherischen Glauben an. Im Zuge der (katholischen) Gegenreformation entstand 1671 die Hardenberger Marienwallfahrt im heutigen Velbert-Neviges.
Um sich aus dem sich anbahnenden Religionskonflikt herauszuhalten, betrieb das Herzogtum zu Beginn des 17. Jahrhunderts eine strikte Politik der Neutralität. Da aber die militärische Macht des Herzogs zu keinem Zeitpunkt ausreichte, um die Konfliktparteien von dem Überschreiten der Territoriengrenzen abzuhalten, verhinderte dies nicht, dass auch das Bergische Land ein Nebenschauplatz des Dreißigjährigen Krieges wurde. Im Bergischen fanden keine großen Schlachten statt, es war aber Rückzugsraum, Winterquartier, Durch- und Aufmarschgebiet verschiedener Heerhaufen fast aller am Krieg beteiligter Konfliktparteien, unter denen die Bevölkerung stark zu leiden hatte. In den ersten 50 Jahren des 17. Jahrhunderts kämpften und plünderten kaiserliche Truppen, Spanier, Schweden, Holländer, Hessen und Bayern. Zudem wüteten die Ruhr und die Pest. Als mehrere Jahre nach dem westfälischen Frieden und dem Ende des Dreißigjährigen Krieges die letzten fremden Soldaten das Bergische Land verließen, waren Teilbereiche, insbesondere nahe den Durchgangsstraßen wie dem Heerweg Köln–Dortmund, bis zur Hälfte entvölkert und wüst gefallen, während abgelegenere Teile so gut wie keine Kriegsauswirkungen zu erleiden hatten. Burgen wie Schloss Burg oder die Beyenburg sowie die Stadtmauern von Radevormwald wurden im Krieg zerstört.
Anfang des 18. Jahrhunderts folgte ein starker Aufschwung, der bis in die untersten Schichten Wohlstand brachte. Im Siebenjährigen Krieg war das Herzogtum neutral. Der Aufschwung hielt an, denn die ersten Fabrikanten verkleideten ihre Fachwerkhäuser mit Schiefer. Der typisch bergische Haustyp war entstanden. Ende des 18. Jahrhunderts begann auch hier die Industrielle Revolution, bei der einige bergische Bauern Fabrikarbeiter wurden. Erste befestigte Straßen wurden gebaut, bis Napoleon dem Frieden und dem freien Herzogtum Berg ein jähes Ende setzte. In den 15 Jahren französischer Besetzung kamen fast 5.000 bergische Soldaten beim Russlandfeldzug ums Leben. Mit Hilfe der Kosaken wurde das Land von den Franzosen befreit, um anschließend 1822 Teil der preußischen Rheinprovinz zu werden. In den bergischen Großstädten lebten und arbeiteten zu dieser Zeit immer mehr Menschen unter unmenschlichen Bedingungen. Aufgrund der mangelhaften Hygiene in den Arbeitervierteln verbreitete sich die Cholera und tötete viele Menschen.
Ende des 19. Jahrhunderts wurde das Tal der Wupper zum größten Wirtschaftszentrum des Kaiserreiches. Mit dem Bau der ersten elektrischen Zahnrad-Bergbahn in Barmen, Deutschlands höchster Eisenbahnbrücke bei Müngsten, dem Wiederaufbau von Schloss Burg sowie der Barmer- und Ronsdorfer Talsperre strebte das Industriezeitalter seinem Höhepunkt entgegen. Bis zum Ausbruch des Ersten Weltkrieges stand das Bergische Land in voller Blüte. Nach dem Krieg wurden Elberfeld und Barmen sowie einige umliegende Orte zur Großstadt Wuppertal vereint. Im Zweiten Weltkrieg wurden die bergischen Großstädte häufiges Ziel der alliierten Bomberverbände und zu weiten Teilen zerstört, so z. B. bei den Luftangriffen auf Wuppertal 1943, den Bombardierungen von Solingen 1940 und 1944 oder bei dem Luftangriff auf Remscheid 1943.
Eine erneute (im Vergleich zum ehemaligen Herzogtum allerdings wesentlich kleinere) Grenzziehung erhielt das Bergische Land durch die Gründung des gleichnamigen Naturparks im Jahre 1973, der die ländlich geprägten Mittelgebirgsbereiche südlich der Wupper zwischen Rhein und Sauerland umfasste. 2006 erfolgte eine Ausweitung auf die Freiräume der drei bergischen Großstädte.
Quellen zum Abschnitt Geschichte.

## Politische Zusammenarbeit
Auch wenn die bergischen Städte und Kreise zwei unterschiedlichen Regierungsbezirken angehören, besteht das Bedürfnis zur Zusammenarbeit auf regionaler Ebene. Dies hat in der Nachkriegszeit zur Bildung der Kommunalen Arbeitsgemeinschaft Bergisch Land geführt. In dieser sind nahezu alle bergischen Kommunen Mitglied (Mülheim an der Ruhr nimmt nicht teil; Düsseldorf hat einen festen Gastsitz).

## Wirtschaft und Infrastruktur

### Wirtschaft
Hohe Niederschläge und ein starkes Gefälle zum nahen Rhein sowie zu Ruhr bieten dem Bergischen Land günstige Bedingungen für die Nutzung der Wasserkraft. Dies bot der Kleineisenindustrie die Grundlage für eine frühzeitige wirtschaftliche Entwicklung des Bergischen Landes. Viele Orte spezialisierten sich auf die Produktion einer einzelnen Produktgruppe. So ist Velbert das Zentrum der Schloss-Industrie. Maschinenbau und Metallverarbeitung bestimmen das Leben in der „Werkzeugstadt“ Remscheid und in der vormaligen Stadt Cronenberg, die heute ein Stadtteil von Wuppertal ist. Rund 440 Millionen Euro, das sind 44 Prozent des gesamten Jahresumsatzes der Republik, werden in der Schneidwaren- und Besteckindustrie der Stadt Solingen erwirtschaftet. Dagegen waren das Tal der Wupper von Radevormwald aus Wupper abwärts, Wuppertal selbst sowie der Osten von Remscheid stärker von der Textilindustrie geprägt.
Der Waldreichtum infolge guter Niederschlagsbedingungen und vieler Hanglagen, die für andere Landwirtschaft weniger geeignet waren, sorgte für ein gutes Angebot an Grubenholz. Das unterstützte vielerorts das frühe Entstehen kleinerer Bergwerke, in denen vor allem Metallerze und Schiefer gebrochen wurden; später auch den Ausbau der großen Kohlezechen in Westfalen.

### Tourismus
Das Bergische Land ist ein Ziel für Touristen, sowohl für Naherholungssuchende als auch für Kurzurlauber. Seit 2005 vermarkten der Rheinisch-Bergische und der Oberbergische Kreis die Tourismusregion durch die Naturarena Bergisches Land GmbH. Die drei Bergischen Großstädte Remscheid, Solingen und Wuppertal, die unter der touristischen Marke Die Bergischen Drei firmieren, werden vom Bergisches Land Tourismus Marketing e. V. beworben. Der Kreis Mettmann vermarktet sich unter dem Namen Neanderland. Diese regionalen Tourismusorganisationen kümmern sich um den Auf- und Ausbau der touristischen Strukturen sowie um die Vermarktung der Region als Reise- und Ausflugsziel. Die Hauptzielgruppe sind Tagestouristen aus der Rheinschiene (Düsseldorf, Köln, Bonn) und dem Ruhrgebiet sowie Kurzurlaubsgäste. Aufgrund der Nähe zu den Messe- und Industriestandorten Köln, Düsseldorf und Ruhrgebiet ist der Übernachtungstourismus im Bergischen Land stark von Geschäftsreisenden geprägt.

### Panoramaradwege
Durch Umnutzung vieler überflüssig gewordenen Bahntrassen wurde ein umfangreiches Netz von Radwegen gebildet, das aktuell 220 km lang ist (Stand August 2019). Davon befinden sich 150 km auf steigungsarmen Schienenstrecken. Hierzu gehören:
- Panoramaradweg Niederbergbahn
- Bergischer Panoramaradweg
- Panoramaradweg Balkantrasse

## Kultur und Sehenswürdigkeiten

### Natursehenswürdigkeiten
- Die Aggertalhöhle bei Ründeroth
- Die Wiehler Tropfsteinhöhle
- Der Zeittunnel in Wülfrath (Bochumer Bruch, Wülfrath)
- Der Tillmannsdorfer Sattel in Wülfrath (geologischer Sattel in Düssel)

### Altstädte / Innenstädte

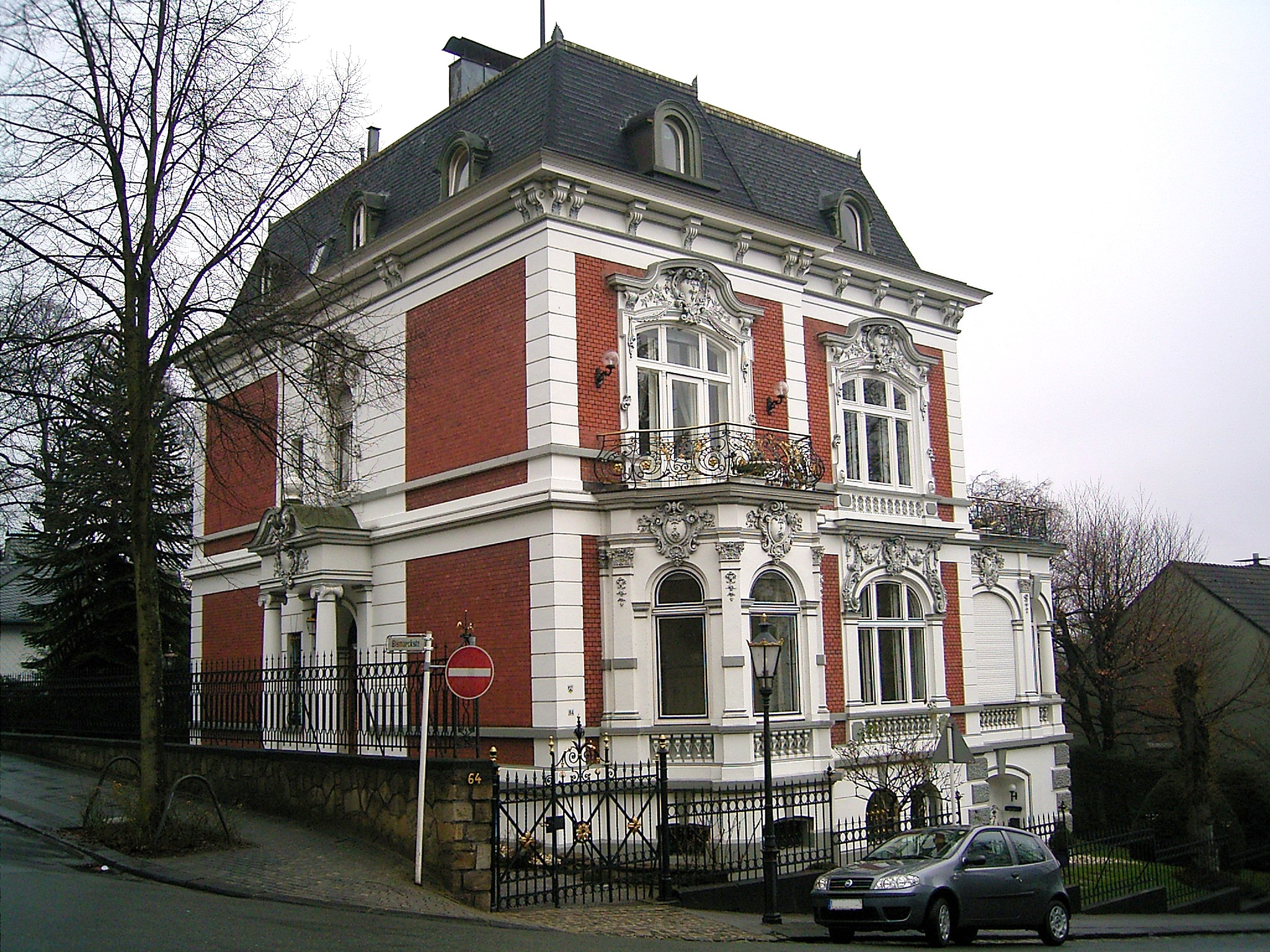
Villa im Briller Viertel

- Die historischen Altstädte von Bergneustadt, Solingen-Gräfrath, Hückeswagen, Wülfrath, Remscheid-Lennep und Velbert-Langenberg mit ihren Fachwerkbauten.
- Die Gründerzeitarchitektur der Nordstadt, insbesondere des Luisenviertels von Wuppertal-Elberfeld, eines der größten gründerzeitlichen Villenquartiere Deutschlands, das Briller Viertel mit rund 250 denkmalgeschützten Bauten sowie einer der größten klassizistischen Kirche des Rheinlandes, der katholischen Basilika St. Laurentius.
- Die mittelalterliche Innenstadt von Ratingen mit der ältesten gotischen Hallenkirche im Rheinland, Resten der Stadtbefestigung und den alten Bürgerhäusern.
- Die historische Oberstadt von Mettmann mit dem ältesten noch betriebenen Kino Deutschlands[16]

### Burgen und Schlösser

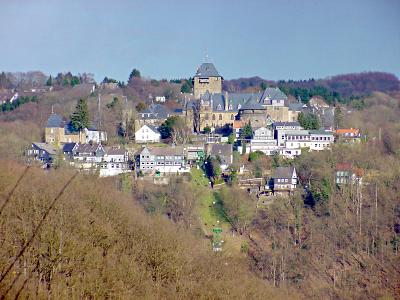
Schloss Burg in Solingen

- Schloss Bensberg in Bergisch Gladbach
- Schloss Benrath in Düsseldorf-Benrath
- Schloss Burg in Solingen-Burg
- Schloss Ehreshoven in Engelskirchen
- Schloss Eulenbroich in Rösrath
- Schloss Garath in Düsseldorf-Garath
- Schloss Gimborn bei Marienheide
- Schloss Hardenberg in Velbert-Neviges
- Schloss Heiligenhoven bei Lindlar
- Schloss Heltorf in Düsseldorf-Angermund
- Burgruine Herrenbröl
- Schloss Homburg bei Nümbrecht
- Schloss Hückeswagen in Hückeswagen
- Schloss Hugenpoet in Essen-Kettwig
- Schloss Kalkum in Düsseldorf-Kalkum
- Schloss Landsberg in Ratingen
- Schloss Lerbach in Bergisch Gladbach
- Schloss Linnep in Ratingen
- Schloss Lüntenbeck in Wuppertal-Vohwinkel
- Schloss Oefte in Essen-Kettwig
- Burg Windeck
- Wasserburg Haus zum Haus in Ratingen

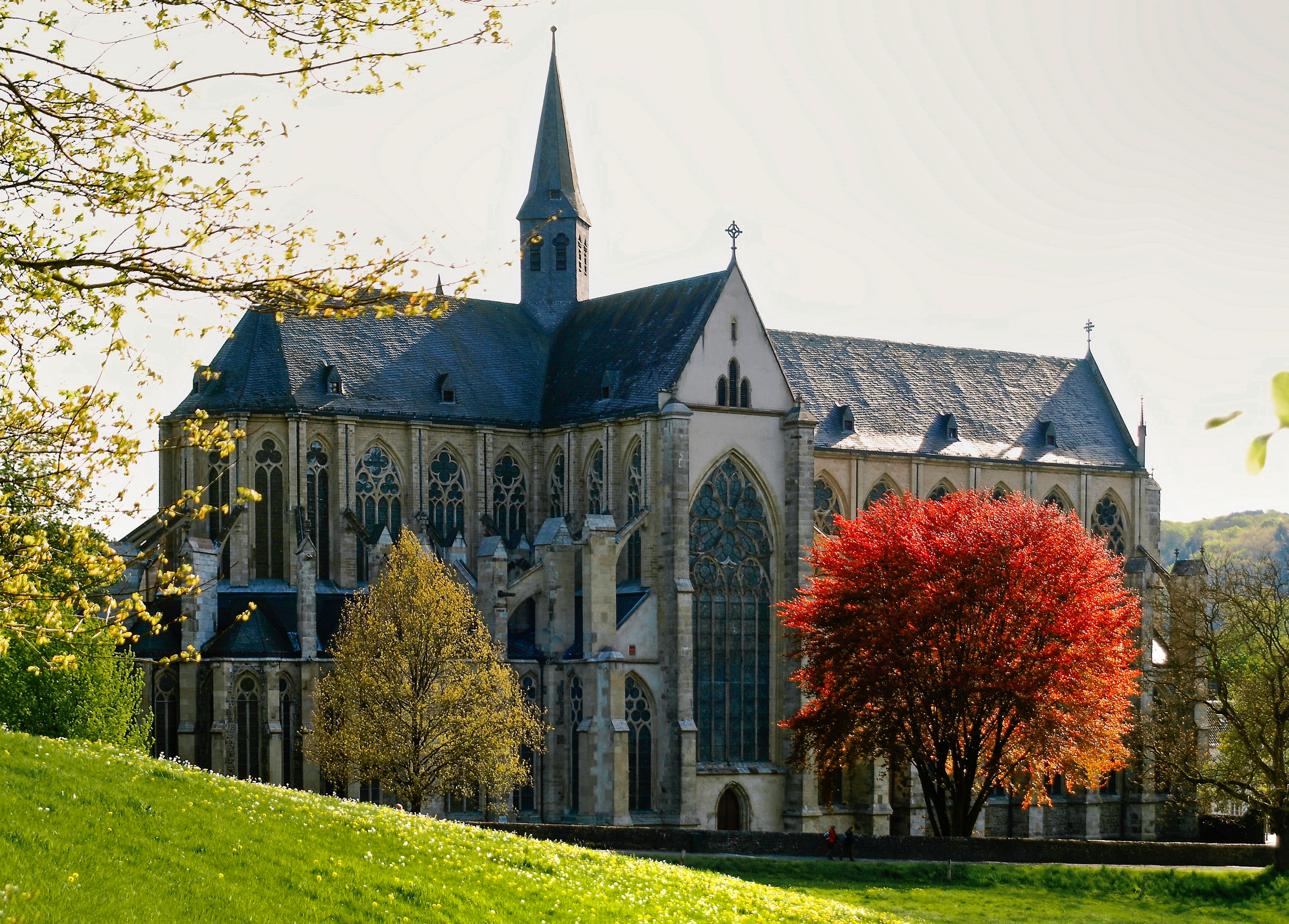
Der Dom zu Altenberg

- Gut Landscheid in Burscheid[17]

### Sakralbauten
- Der Altenberger Dom in Odenthal-Altenberg
- Der Mariendom, das Franziskanerkloster, der Marienberg und der Kreuzberg im Marienwallfahrtsort Neviges
- Die Bunten Kerken im Oberbergischen Kreis
- Klosterkirche Merten
- St. Maria Magdalena (Beyenburg) in Wuppertal-Beyenburg
- Basilika St. Margareta in Düsseldorf-Gerresheim
- St.-Laurentius-Kirche in Wuppertal-Elberfeld
- Christuskirche mit Nebengebäuden, später Jugendstil, Velbert[18]

### Museen

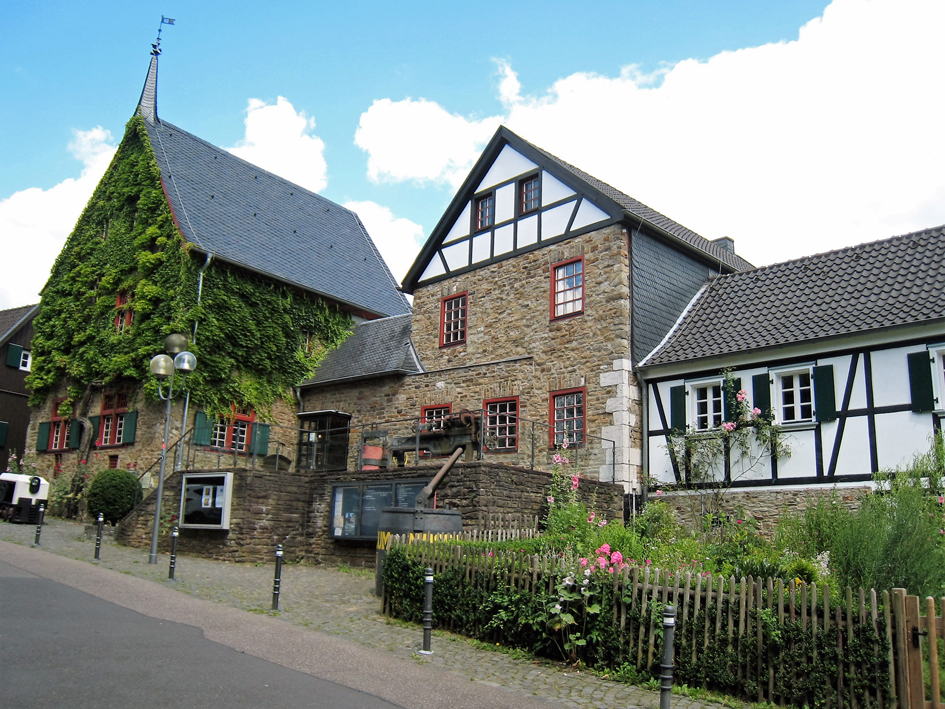
Bergisches Museum für Bergbau, Handwerk und Gewerbe, Hauptgebäude, Bergisch Gladbach

- Bauernhofmuseum Eckenhagen in Eckenhagen
- Bauernmuseum Wiehl in Monsau
- Bergbaumuseum und Besucherbergwerk "Grube Silberhardt" in Windeck
- Bergisches Freilichtmuseum Lindlar
- Bergisches Museum für Bergbau, Handwerk und Gewerbe in Bergisch Gladbach
- Bergisches Museum Schloss Burg an der Wupper
- Bergisches Straßenbahnmuseum in Wuppertal-Kohlfurth
- Deutsches Klingenmuseum in Solingen-Gräfrath
- Deutsches Röntgen-Museum in Remscheid-Lennep
- Deutsches Schloss- und Beschlägemuseum in Velbert
- Deutsches Werkzeugmuseum in Remscheid

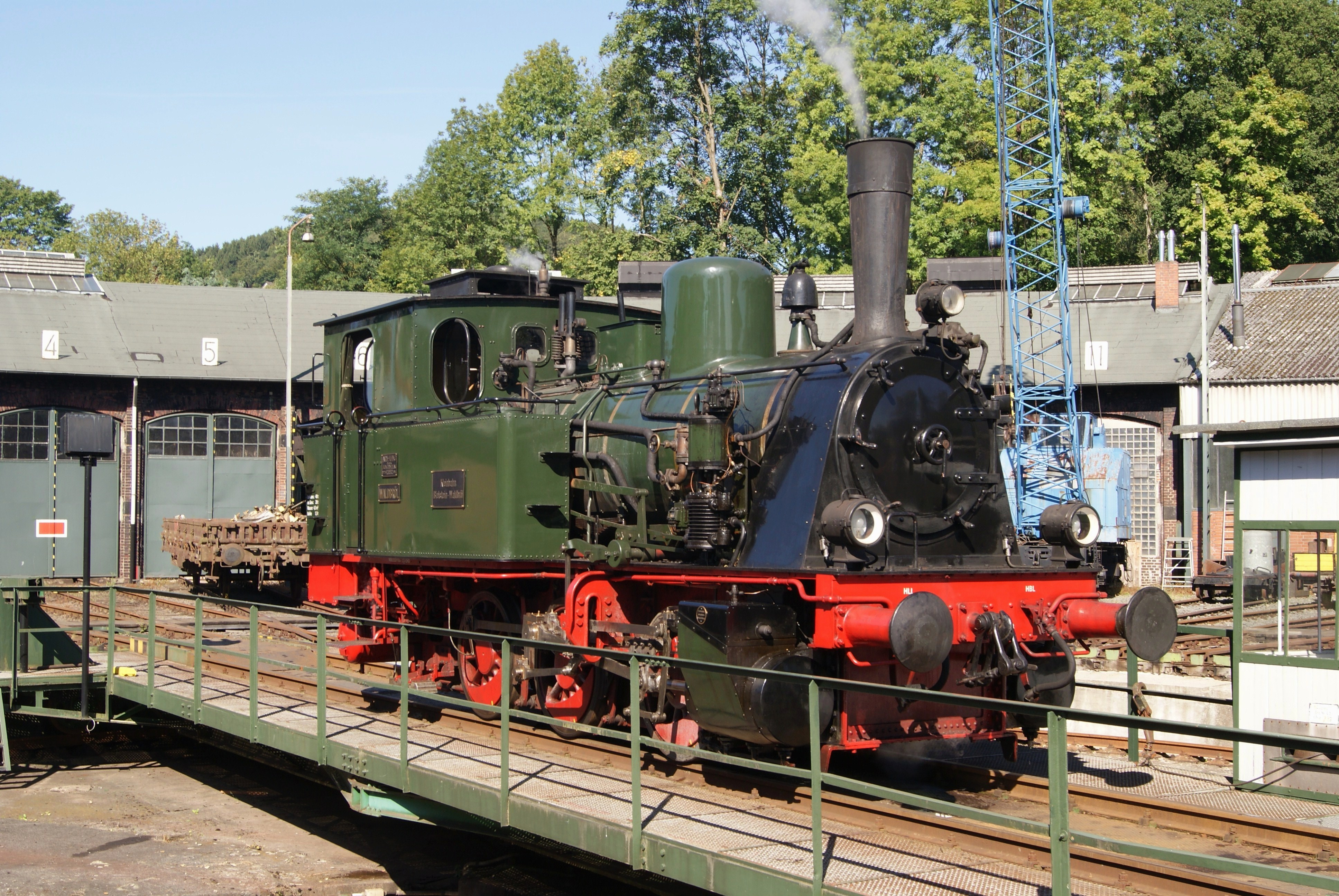
Die Dampflok Waldbröl als Zuglok des „Bergischen Löwen“ (Wiehltalbahn) unter Dampf auf der Drehscheibe

- Eisenbahnmuseum Dieringhausen in Dieringhausen
- Erstes Deutsches Engel-Museum Engelskirchen
- Gräfrath-Museum in Solingen-Gräfrath
- Heimatmuseum Bergneustadt in Bergneustadt
- Schloss Broich, Historisches Museum in der Ruhrtalstadt Mülheim
- Industriemuseum Freudenthaler Sensenhammer in Leverkusen
- Heimatmuseum Radevormwald in Radevormwald
- Kindergartenmuseum Nordrhein-Westfalen in Bergisch Gladbach
- Kraftwerk Ermen & Engels in Engelskirchen
- Kunstmuseum Solingen in Gräfrath
- Kunstmuseum Villa Zanders, in Bergisch Gladbach
- Leder- und Gerbermuseum, in der Ruhrtalstadt Mülheim
- LVR-Industriemuseum an verschiedenen Standorten

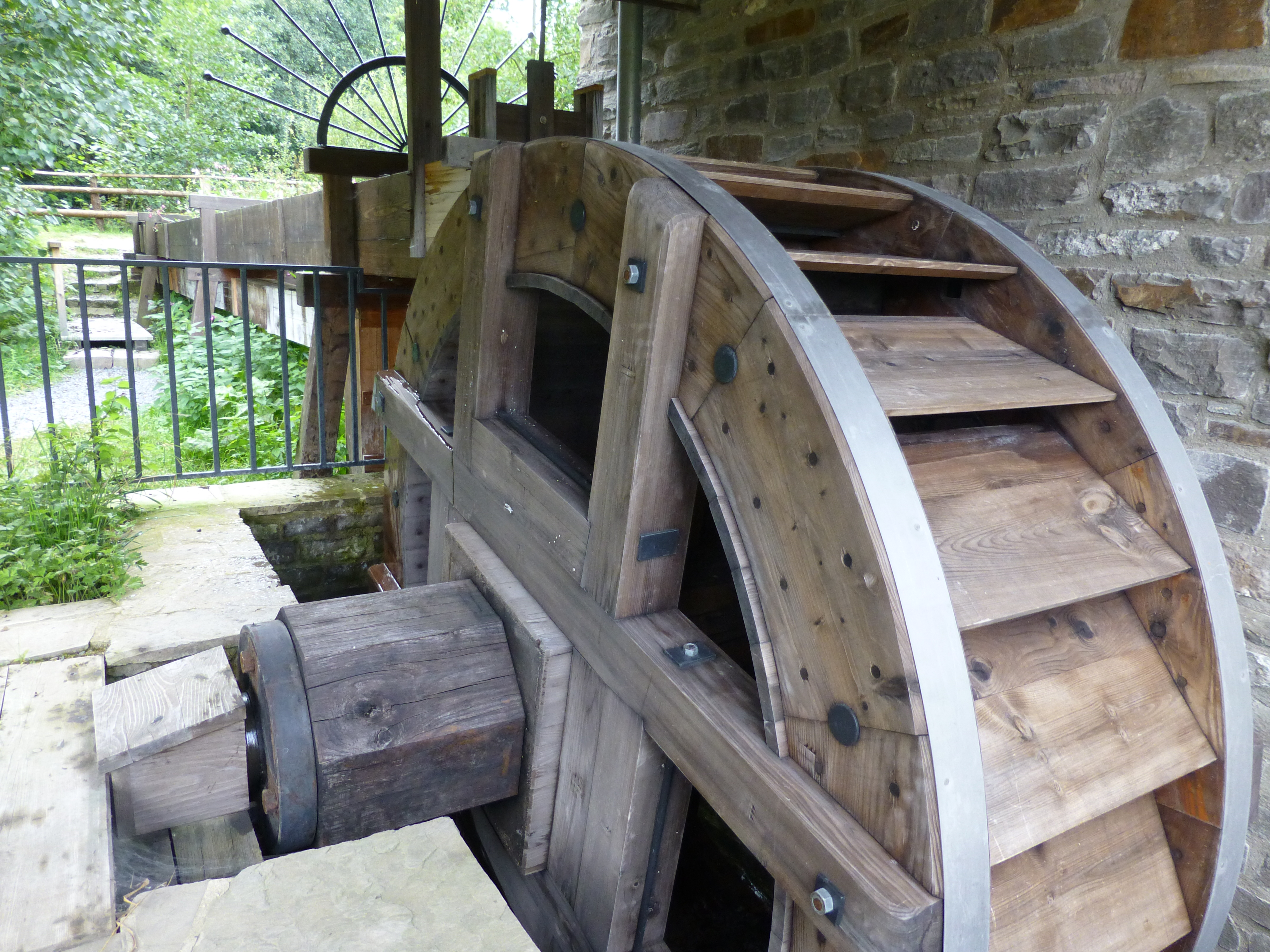
Wasserrad im Freilichtmuseum Lindlar

- LVR-Freilichtmuseum Lindlar in Lindlar
- LVR-Industriemuseum Solingen – Gesenkschmiede Hendrichs
- Museum Achse, Rad und Wagen in Wiehl
- Museum für Frühindustrialisierung mit dem Engels-Haus in Wuppertal
- Museumsbahnhof Dahlhausen (Wupper) in Radevormwald
- Neanderthal Museum in Mettmann
- Niederbergisches Museum in Wülfrath
- Papiermuseum Alte Dombach in Bergisch Gladbach
- Schulmuseum Bergisch Gladbach – Sammlung Cüppers

- Textilfabrik Cromford in Ratingen

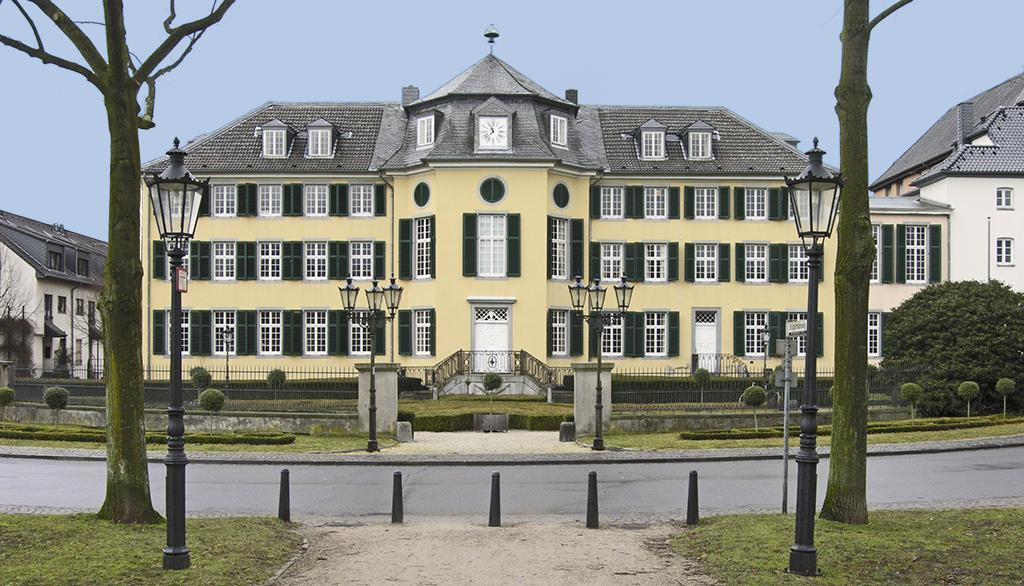
Textilmuseum Haus Cromford, Ratingen

- Tuchmuseum Lennep in Remscheid-Lennep
- Von der Heydt-Museum in Wuppertal
- Wipperkotten Schleiferei in Solingen
- Wülfing-Museum für Textilien und deren Produktionsprozesse in Radevormwald
- Wuppertaler Uhrenmuseum

### Technische Sehenswürdigkeiten
- Die Wuppertaler Schwebebahn

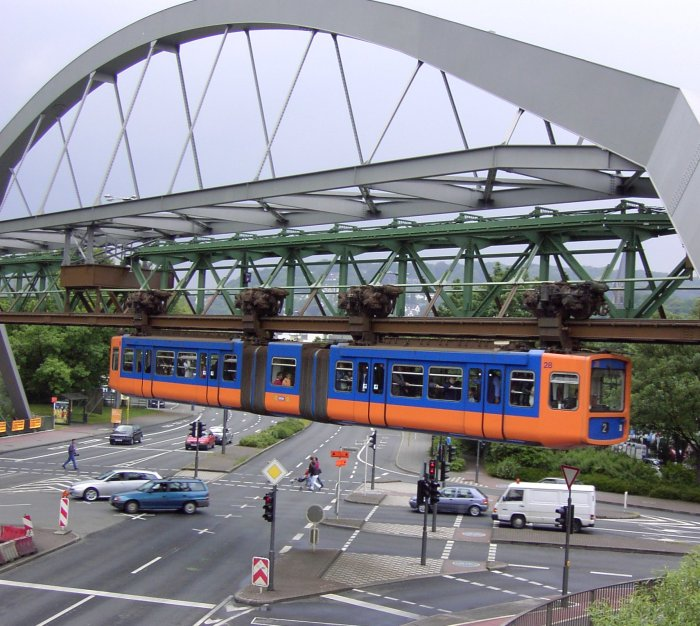
Wuppertaler Schwebebahn

- Die Müngstener Brücke im Bergischen Städtedreieck Wuppertal-Solingen-Remscheid
- Der Sender Langenberg oberhalb des Velberter Stadtteils Langenberg
- Der 2006 eröffnete Burgholztunnel in Wuppertal (längster und modernster Straßentunnel Nordrhein-Westfalens)
- Grube Silberhardt bei Windeck-Öttershagen
- Wiehltalbahn
- Das Kalkwerk Flandersbach, Europas größtes Kalkwerk in Wülfrath

### Kulinarische Spezialitäten

#### Bergische Kaffeetafel

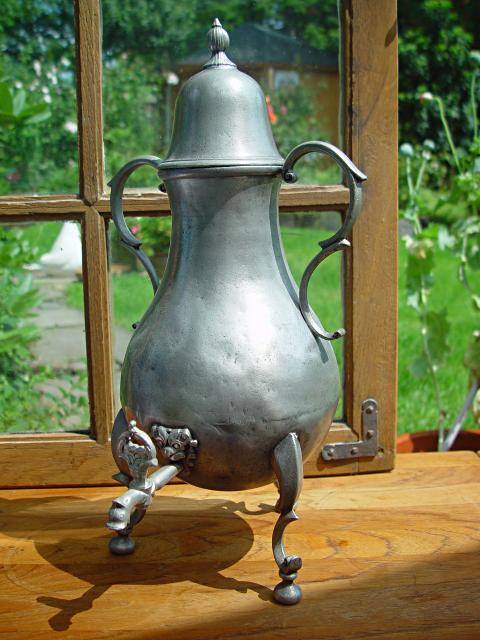
Typisch Bergisch: Die Dröppelminna

Als Inbegriff der bergischen Küche gilt die Bergische Kaffeetafel, die man nicht mit Bergischen Waffeln verwechseln darf, auch wenn letztere zur Kaffeetafel dazu gehören. Die Kaffeetafel ist eine sehr umfangreiche Mahlzeit, die man in den meisten Gaststätten sogar vorbestellen muss. Neben den Waffeln mit Kirschen, Vanilleeis und Milchreis gehören diverse Sorten Brot (vor allem auch Schwarzbrot und Stuten, der sog. Platz), Zwieback, Wurst, Schnittkäse, Honig, Quark, Butter, Burger Brezeln und Apfelkraut dazu. Der Kaffee wird in der so genannten Dröppelminna, einer Zinnkanne mit Hahn, die ähnlich dem für Tee gedachten russisch-türkischen Samowar ist, gereicht. Zu einer besonders reichhaltigen Kaffeetafel kann man noch Sandkuchen, Bullebäusken und Gußzwieback reichen und zum Abschluss einen Aufgesetzten oder einen Klaren.

#### Andere Spezialitäten

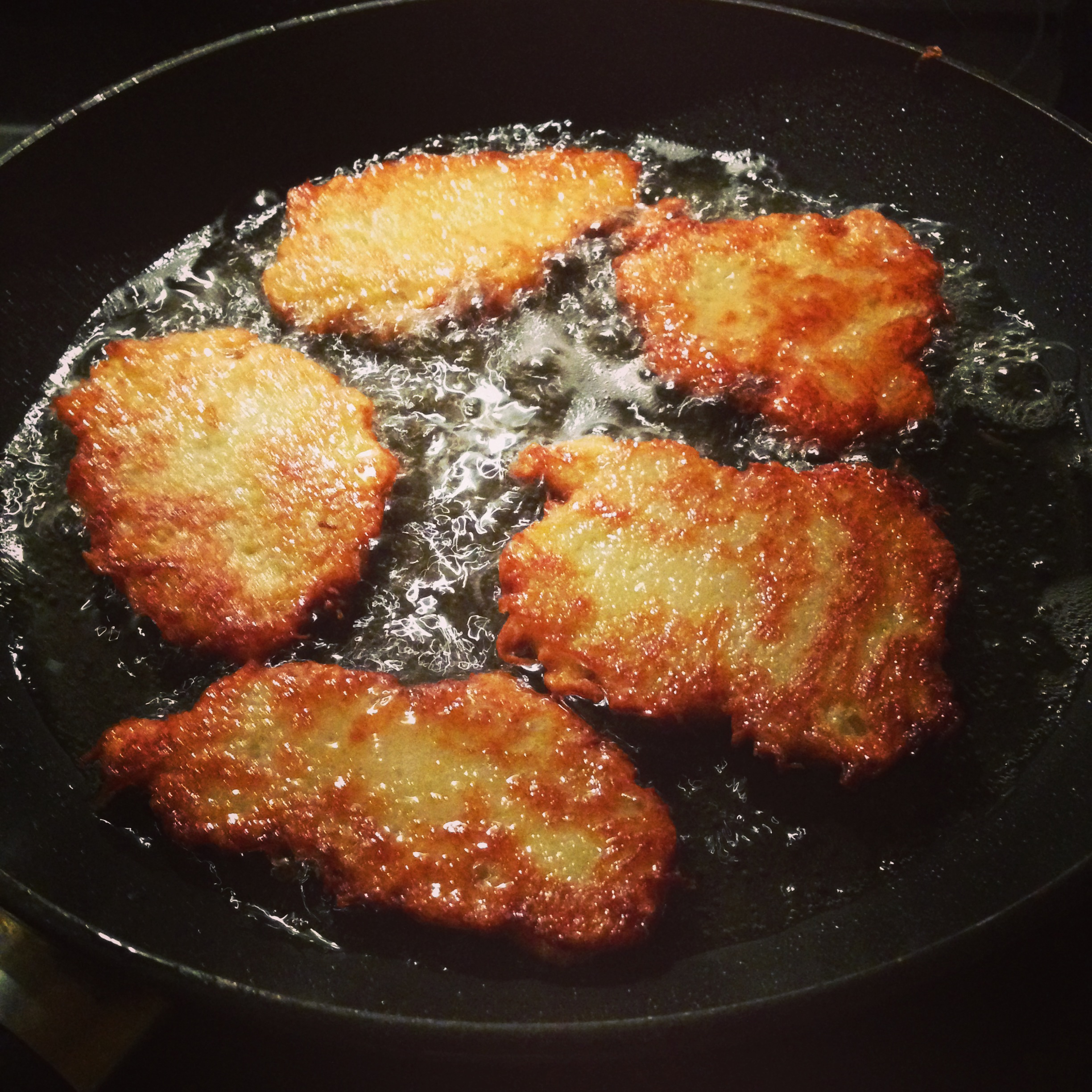
Rivkooche in der Pfanne

##### Backwaren
- Aus Solingen-Burg stammt die Burger Brezel, die dort auch zur Kaffeetafel serviert wird.
- Der Gußzwieback wird im Bergischen Land in nur noch wenigen Bäckereien gebacken und kann auch zur Bergischen Kaffeetafel gereicht werden.
- Das bergische Roggenbrot oder Roggenmischbrot ist ein freigeschobenes (d. h. ohne Form gebackenes) und stark ausgebackenes Brot mit wahlweise gemehlter Oberfläche. Die Herkunftsbezeichnung ist geschützt.[19]
- Kottenbutter nennt man ein mit Wurst und Zwiebelringen belegtes Schwarzbrot, das als kleine Zwischenmahlzeit gegessen wird. Früher nahmen im Bergischen Land die Schmiede die Kottenbutter als Frühstücksbrot mit zur Arbeit in die als Kotten bezeichneten Werkstätten, Schmieden, Schleifereien oder kleinen Gießereien, in denen die Bergischen Stahlwaren (Werkzeuge, Bestecke usw.) hergestellt wurden.
- Der bergische Blatz oder Platz ist ein Stuten mit Rosinen, früher freigeschoben mit einer kreuzförmigen Einkerbung als sogenannter Bureplatz, heutzutage oft in einer länglichen Backform gebacken.[20]
- In Lieberhausen, einem Stadtteil von Gummersbach, kann man den Lieberhäuser Eierkuchen essen, in Niederrengse wird diese Spezialität ebenfalls serviert.

##### Pfannengerichte
- Der Bergische Pillekuchen ist ein Eierkuchen mit Kartoffeln in Pfannkuchengröße, der mit Salat serviert wird.
- Rivkooche (Reibekuchen) sind kleine, kross gebratene Kartoffelpuffer, die mit Apfelmus,  Zuckerrübensirup (Rübenkraut) oder Apfelkraut oder pur verzehrt werden. In der Edelvariante können sie auch mit Crème fraîche und Kaviar belegt oder mit Lachs gegessen werden.
- Puffelskuchen sind ebenfalls Puffer, allerdings aus Hefeteig mit Rosinen. In den Niederlanden sind diese Puffer als „drie-in-de-pan“ bekannt, da in der Regel drei Puffer in einer Pfanne gebacken werden.

##### Fleischgerichte
- Der Panhas: ein kastenkuchenförmiger Kloben aus Blut, Speck, Buchweizenmehl, Gewürzen und kleinen Fleischstücken, ähnlich einer Blutwurst. Diese werden in Scheiben geschnitten und in Fett schwimmend gebraten.
- Ebenso wie in linksrheinischen Gebieten ist auch der Sauerbraten bekannt, möglichst als Pferde-Sauerbraten, dessen Soße durch Rosinen, Essig und Rübenkraut süß-sauer schmeckt.

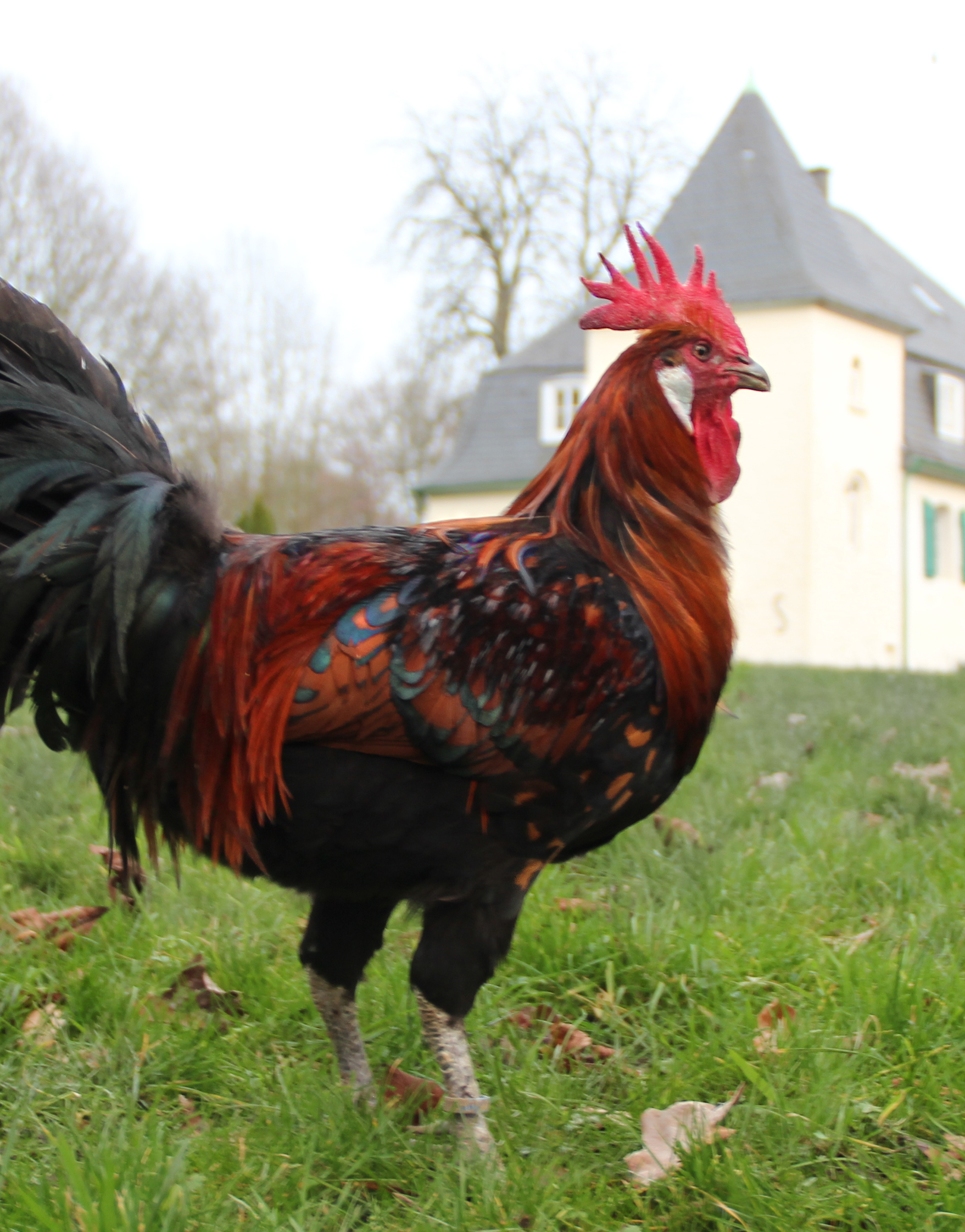
Bergischer Kräher beim ehem. Rittergut Goldberg (Mettmann)

#### Prämierte Restaurants
Im Bergischen Land gibt es einige Restaurants mit Michelin-Sternen:
- Vendôme, zwei Michelinsterne, Joachim Wissler, Bergisch Gladbach
- Haus Stemberg Anno 1864, ein Michelinstern, Sascha Stemberg, Velbert
- Zur Post, ein Michelinstern, Christopher Wilbrand und Alejandro Wilbrand, Odenthal

### Nutztiere
Mehrere alte Tierrassen sind fürs bergischen Land typisch oder wurden in der Vergangenheit viel gehalten. Mehrere Organisationen wurden gegründet, um den Erhalt dieser Rassen zu gewährleisten, wie zum Beispiel die Arche Gruppe Bergisch Land e. V.

#### Geflügel
Die Bergischen Hühnerrassen (Bergischer Kräher, Bergischer Schlotterkamm und Krüper) gehören zu den ältesten historischen Hühnerrassen Deutschlands. Sie sind stark bis extrem gefährdet und wurden von der Gesellschaft zur Erhaltung alter und gefährdeter Haustierrassen zur „Gefährdeten Nutztierrasse 2001“ erklärt.

#### Rotes Höhenrind

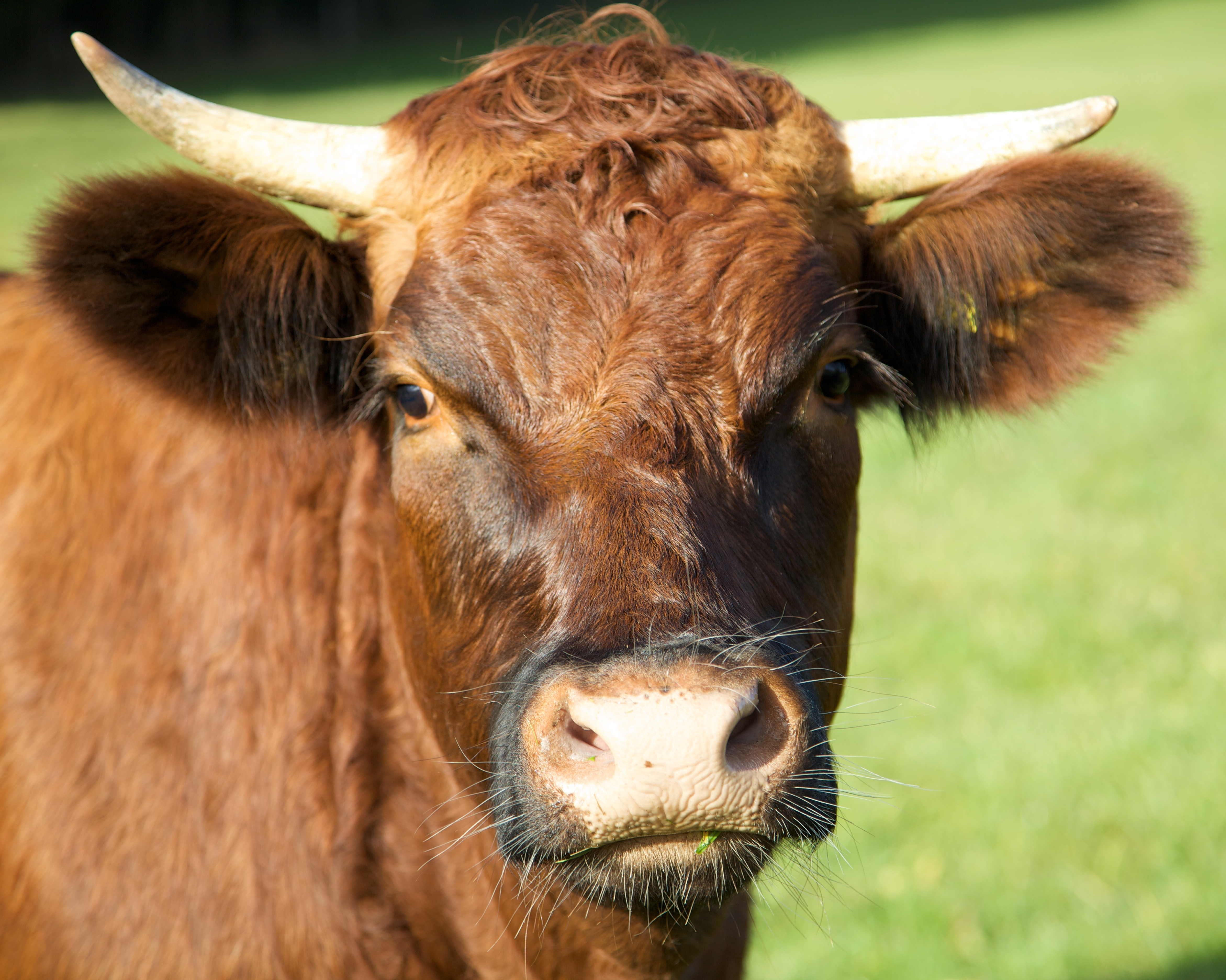
Rotes Höhenvieh (junger Bulle)

Robuste einfarbig rote Rinder waren früher in vielen Mittelgebirgsregionen verbreitet, wie auch im Bergischen Land. Um diese vor Aussterben zu schützen, wurden die Schläge seit den 1980er Jahren in einer Rasse vereint.

### Regionale Obstsorten

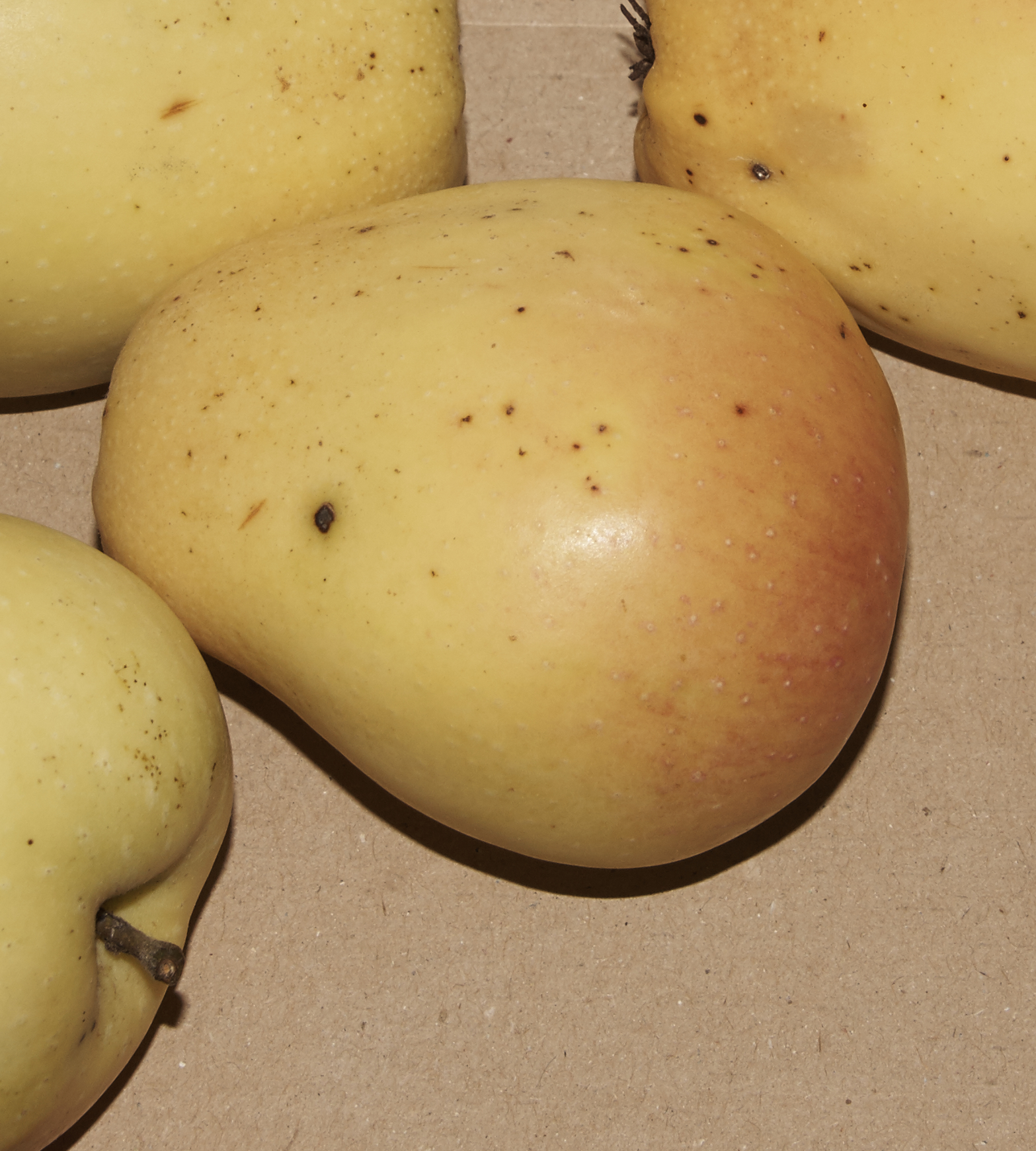
Bergische Schafsnase mit charakteristischer Form

Das bergische Land kennt viele regional-typische Obstsorten. Die vom Landschaftsverband Rheinland festgelegten Sorten sind:
- Äpfel
  - Bäumchensapfel
  - Bergische Schafsnase
  - Luxemburger Renette
  - Paafenapfel
  - Luxemburger Triumph
  - Rheinisches Seidenhemdchen
  - Tulpenapfel
  - Zuccalmaglios Renette

- Birnen
  - Blutbirne
  - Kaisermottenbirne
  - Martinsbirne

- Süßkirschen
  - Tilgeners Rote Herzkirsche
  - Weiße Spanische Süßkirsche

### Bergisches Heimatlied
Als Hymne des Bergischen Landes gilt das im Jahre 1892 erstmals öffentlich aufgeführte Bergische Heimatlied, das die Landschaft im Stil der wilhelminischen Zeit charakterisiert:
 Wo die Wälder noch rauschen, die Nachtigall singt,
 die Berge hoch ragen, der Amboss erklingt. …

### Weitere bergische Ausdrücke
- Das kleine Küchenmesser wird im Oberbergischen auch als Klöößchen, im Solinger Raum dagegen als Zöppken bezeichnet. Im Rheinisch-Bergischen Kulturraum wird dieses hingegen als „Flückschen“ bezeichnet. Im Niederbergischen Raum, z. B. in Velbert, spricht man dann eher vom „Pittermett“.
- Den Salat (als Sammelbegriff für alle Salate) bezeichnet man im Bergischen als Schloot, wobei das „o“ offen wie der Anfangsbuchstabe im Vornamen „Otto“ ausgesprochen wird, im Niederbergischen (Velbert) aber geschlossen wie Schlot (Kamin).
- Die Kartoffeln bezeichnet man als Äädäppel (Erdäpfel), was dann verkürzt zu Ääpel oder Ärpel wird. Der Kartoffelsalat wird demnach als Ärpelschloot bezeichnet.
- Zahn- oder Kopfschmerzen bezeichnet man als Zängping (wobei „Zäng“ schnell ausgesprochen wird) oder Kopping. Der Schmerz im Allgemeinen wird also Ping, hochdt. Pein genannt.

### Geschichtserkundung
Der Bergische Geschichtsverein e. V. ist Deutschlands größter Dachverband im Bereich der regionalen Geschichtsforschung. Er vereint 15 Geschichtsvereine im bergischen Land mit zusammen rund 4.000 Mitgliedern, die mit der jeweiligen Heimatgeschichte verbunden sind. Die einzelnen selbständigen Vereine werden vom Dachverband als Abteilungen geführt.